# Liste der denkmalgeschützten Objekte in Krems (Stadtteil)/A–O
Die Liste der denkmalgeschützten Objekte in Krems (Stadtteil)/A–O enthält die 170 (von insgesamt 308) denkmalgeschützten unbeweglichen Objekte des Stadtteils Krems der Statutarstadt Krems an der Donau in Niederösterreich mit den Straßennamen von A–O.

## Denkmäler
| Foto  |                 | Denkmal | Standort                                            | Beschreibung | Metadaten |
| ----- | --------------- | --- | --------------------------------------------------- | --- | --- |
| ja    | Datei hochladen | Ehem. St. Michaels-Stiftshaus HERIS-ID: 11006 Objekt-ID: 7075                                                  | Althangasse 1 Standort KG: Krems                    | Das ehemalige St.-Michaels-Stiftshaus mit zwei Höfen und tiefer Parzelle entstand zwischen dem 15. und 18. Jahrhundert. Der 2½-geschoßige Straßentrakt (im Kern 16. Jahrhundert) hat einen Flur mit Tonnengewölbe und spätgotisch profiliertem Rechteckportal, eine dreifach gestaffelte Barockfassade, ein gebändertes Erdgeschoß und im Obergeschoß Lisenen mit Parapeten, gerade Fensterverdachungen und Sohlbankgesimse. Ein Korbbogenportal mit Lunettengittern ist mit 1721 bezeichnet. Aus der Zeit um 1700 stammt eine skulptierte Kartusche mit Mariahilf-Bild. Das Obergeschoß des zweigeschoßigen ersten Hofflügels hat vermauerte Pfeilerarkaden (18. Jahrhundert). Der viergeschoßige turmartige Hintertrakt (15./16. Jahrhundert) hat spätgotisch profilierte Fenstergewände und Sohlbänke, ein Rechteckportal mit profilierten Gewänden, eine Eisenplattentür und im Obergeschoß eine Holzbalkendecke (zweite Hälfte des 16. Jahrhunderts) sowie eine spätgotisch profilierte Segmentbogentür zu einer Wendeltreppe mit gedrehter Spindel (frühes 16. Jahrhundert). Der zweigeschoßige zweite Hoftrakt (im Kern 16. Jahrhundert) verfügt über ein frühbarockes, am Keilstein mit MD bezeichnetes Rundbogenportal. Der Giebel ist mit 1697 bezeichnet. Die Fenster zum Sängerhof hin haben Gewände aus der zweiten Hälfte des 16. Jahrhunderts. Aus dem 18. Jahrhundert stammt die einfach verdachte Grottennische an der Gartenmauer. | BDA-Hist.: Q38087324 Status: Bescheid Stand der BDA-Liste: 2025-06-30 Name: Ehem. St. Michaels-Stiftshaus GstNr.: .83 |
| ja    | Datei hochladen | Bürgerhaus, Großes Sgraffitohaus, ehem. Paulhaus HERIS-ID: 11005 Objekt-ID: 7074                               | Althangasse 2 Standort KG: Krems                    | Das Große Sgraffitohaus, ein zwei- bis dreigeschoßiger Bau mit Speichergeschoßen und Stirnmauer, entstand Mitte des 16. Jahrhunderts durch Zusammenlegung mehrerer spätgotischer Häuser, die ein hallenartiger Stichkappentonnenflur verbindet. Das vermauerte Schulterbogenportal zur Margarethenstraße ist spätgotisch. 1561 schuf Hans Pruch eine reiche figurale Sgraffitofassade. Zu sehen sind alttestamentliche Szenen, Gleichnisse, Fabeln und historische Persönlichkeiten, meist durch Beischriften ergänzt: an der Südfront Äsop, der verlorene Sohn, Romulus und Remus, Pyramus und Thisbe, Judith und Holofernes, Lukrezia, Jaël, der Tobiaszyklus (?) und Sultan Soliman; an der Westfront unter anderem Szenen aus dem Leben Davids und Jephtas, das Jungfrauengleichnis und Salomos Urteil; am Stiegenhaus zur Althangasse Noah und Ham. Die Szenen sind horizontal durch teils ornamentierte Bänder und vertikal durch Pilaster getrennt. Einzelne Szenen sind verwittert und unkenntlich. | BDA-Hist.: Q38087305 Status: Bescheid Stand der BDA-Liste: 2025-06-30 Name: Bürgerhaus, Großes Sgraffitohaus, ehem. Paulhaus GstNr.: .74/1 Großes Sgraffitohaus, Krems |
| ja    | Datei hochladen | Ehem. Jesuitenseminar HERIS-ID: 10979 Objekt-ID: 7048                                                          | Althangasse 3 Standort KG: Krems                    | Das ehemalige Jesuitenseminar, 1688 bis 1695 unter Verwendung älterer Bauteile errichtet, ist dreigeschoßig, breit gelagert und hat einen annähernd quadratischen Hof mit zwei- bis dreigeschoßigen, großteils vermauerte Pfeilerarkaden. Die Fassade ist durch Gesimsbänder schlicht gegliedert. Die Stuckkartusche über dem Portal stammt aus dem späten 17. Jahrhundert. Das Innere wurde großteils umgestaltet. Im Erdgeschoß des Straßentraktes liegt der ehemalige Festsaal mit einer Stuckdecke des späten 17. Jahrhunderts und einem Medaillon mit Christusmonogramm in Strahlenkranz. Das nordöstliche Obergeschoßes verfügt über ein spätgotisches, achtseitiges Schirmrippengewölbe auf Konsolen. Die zweijochig ehemalige Kapelle im nördlichen Obergeschoß hat ein Korbbogentonnengewölbe mit Stichkappen. | BDA-Hist.: Q38086804 Status: Bescheid Stand der BDA-Liste: 2025-06-30 Name: Ehem. Jesuitenseminar GstNr.: .82 |
| ja    | Datei hochladen | Wohnhaus HERIS-ID: 11274 Objekt-ID: 7357                                                                       | Althangasse 4 Standort KG: Krems                    | Das Wohnhaus hat einen mittelalterlichen Kern und wurde bei der Errichtung des Jesuitenseminars in dieses einbezogen. | BDA-Hist.: Q38094655 Status: Bescheid Stand der BDA-Liste: 2025-06-30 Name: Wohnhaus GstNr.: .74/2 |
| ja    | Datei hochladen | Umfriedung HERIS-ID: 11278 Objekt-ID: 7361                                                                     | Althangasse 5 Standort KG: Krems                    | Die Umfriedung gehörte einst zum ehemaligen Jesuitenseminar. | BDA-Hist.: Q38094812 Status: Bescheid Stand der BDA-Liste: 2025-06-30 Name: Umfriedung GstNr.: .81 |
| ja    | Datei hochladen | Bürgerhaus HERIS-ID: 11275 Objekt-ID: 7358                                                                     | Althangasse 6 Standort KG: Krems                    | Das Wohnhaus hat einen mittelalterlichen Kern und wurde bei der Errichtung des Jesuitenseminars in dieses einbezogen. | BDA-Hist.: Q38094704 Status: Bescheid Stand der BDA-Liste: 2025-06-30 Name: Bürgerhaus GstNr.: .77/2, .77/3 |
| ja    | Datei hochladen | Wohnhaus HERIS-ID: 11276 Objekt-ID: 7359                                                                       | Althangasse 7 Standort KG: Krems                    | Das Wohnhaus hat einen mittelalterlichen Kern und wurde bei der Errichtung des Jesuitenseminars in dieses einbezogen. | BDA-Hist.: Q38094727 Status: Bescheid Stand der BDA-Liste: 2025-06-30 Name: Wohnhaus GstNr.: .80 |
| ja    | Datei hochladen | Fundzone Altstadt Krems an der Donau HERIS-ID: 58379 Objekt-ID: 69044                                          | Altstadt Standort KG: Krems                         | Standortangabe der Fundstellen: Parzelle .285, Parkplatz zwischen Pollhammerstraße und Drinkweldergasse, Parzelle .499, Lederergasse, Baulücke, Parzelle 3093, Lederergasse, Baulücke, Parzelle .1249, Drinkweldergasse, Parzelle 70/2, Göglstraße. | BDA-Hist.: Q38082901 Status: Bescheid Stand der BDA-Liste: 2025-06-30 Name: Fundzone Altstadt Krems an der Donau GstNr.: .285, .499, .1249, 70/2, 3093 |
| ja    | Datei hochladen | Altkatholische Kirche, Willibrord-Kapelle HERIS-ID: 64830 Objekt-ID: 77594                                     | Döllingerpark 1 Standort KG: Krems                  | Die Altkatholische Kirche – eine ehemalige Friedhofskapelle – ist mit 1671 bezeichnet. Der 1562 angelegte Friedhof, der sie umgab, wurde 1903 aufgelassen. Der schlichte Bau hat ein Satteldach und einen Dachreiter. An der Westseite sind gemauerte Strebepfeiler zu sehen und an den Seiten Lunettenfenster. Über dem Giebel befindet sich ein gemaltes Medaillon des hl. Willibald. Der Dachreiter hat einen achteckigen Aufsatz über quadratischem Sockel, rundbogige Schallfenster und einen Pyramidenhelm. Der Saalraum ist durch eine Stichkappentonne gewölbt. | BDA-Hist.: Q19971272 Status: § 2a Stand der BDA-Liste: 2025-06-30 Name: Altkatholische Kirche, Willibrord-Kapelle GstNr.: 189/3 Altkatholische Kirche, Krems an der Donau |
| ja    | Datei hochladen | Bürgerhaus HERIS-ID: 10980 Objekt-ID: 7049                                                                     | Burggasse 1 Standort KG: Krems                      | Das Bürgerhaus in der Burggasse 1 wurde Mitte des 16. Jahrhunderts erbaut. Das giebelständige, zweigeschoßige, dreiachsige Gebäude hat im ersten Obergeschoß einen Breiterker auf Konsolen mit profilierten Fenstergewänden und darüber ein Dachspeichergeschoß. | BDA-Hist.: Q38086813 Status: Bescheid Stand der BDA-Liste: 2025-06-30 Name: Bürgerhaus GstNr.: .154 Burggasse 1 (Krems an der Donau) |
| ja    | Datei hochladen | Bürgerhaus, Kanzelhof HERIS-ID: 10981 Objekt-ID: 7050                                                          | Burggasse 3 Standort KG: Krems                      | Das Bürgerhaus in der Burggasse 3 stammt im Kern aus dem 16. Jahrhundert, die Fassade aus dem späten 19. Jahrhundert. Die Hausanlage hat ein Hinterhaus, einen Hofflügel, einen tonnengewölbten Flur, im Hof eine Außentreppe mit Arkade auf Säulchen mit Würfelkapitellen und im Inneren kreuzgratgewölbte Räume. | BDA-Hist.: Q38086830 Status: Bescheid Stand der BDA-Liste: 2025-06-30 Name: Bürgerhaus, Kanzelhof GstNr.: .155 |
| ja    | Datei hochladen | Bürgerhaus HERIS-ID: 11117 Objekt-ID: 7190                                                                     | Dachsberggasse 3 Standort KG: Krems                 | Das dreigeschoßige Bürgerhaus in der Dachsberggasse 3 wurde in der ersten Hälfte des 16. Jahrhunderts erbaut. Es verfügt über Reste von spätgotisch verstäbten Fenstergewänden sowie über gemalte diamantierte Ortsteine. | BDA-Hist.: Q38089938 Status: Bescheid Stand der BDA-Liste: 2025-06-30 Name: Bürgerhaus GstNr.: .247 |
| ja    | Datei hochladen | Bürgerhaus HERIS-ID: 10982 Objekt-ID: 7051                                                                     | Dachsberggasse 9 Standort KG: Krems                 | | BDA-Hist.: Q38086858 Status: Bescheid Stand der BDA-Liste: 2025-06-30 Name: Bürgerhaus GstNr.: .317 |
| ja    | Datei hochladen | Bürgerhaus HERIS-ID: 10983 Objekt-ID: 7052                                                                     | Dachsberggasse 11 Standort KG: Krems                | | BDA-Hist.: Q38086924 Status: Bescheid Stand der BDA-Liste: 2025-06-30 Name: Bürgerhaus GstNr.: .316 |
| ja    | Datei hochladen | Miethaus HERIS-ID: 11121 Objekt-ID: 7194                                                                       | Dinstlstraße 1 Standort KG: Krems                   | Die historistische Fassade des Miethauses in der Dinstlstraße 1 stammt aus dem letzten Viertel des 19. Jahrhunderts. | BDA-Hist.: Q38090026 Status: Bescheid Stand der BDA-Liste: 2025-06-30 Name: Miethaus GstNr.: .792 |
| ja    | Datei hochladen | Miethaus HERIS-ID: 11122 Objekt-ID: 7195                                                                       | Dinstlstraße 1a Standort KG: Krems                  | Die historistische Fassade des Miethauses in der Dinstlstraße 1a stammt aus dem letzten Viertel des 19. Jahrhunderts. | BDA-Hist.: Q38090075 Status: Bescheid Stand der BDA-Liste: 2025-06-30 Name: Miethaus GstNr.: .289 |
| ja    | Datei hochladen | ehem. Turm der Stadtbefestigung HERIS-ID: 10984 Objekt-ID: 7053                                                | Dinstlstraße 1b Standort KG: Krems                  | Der dreigeschoßige Befestigungsturm weist bis ins erste Obergeschoß ein Mauerwerk aus dem 15. Jahrhundert auf. | BDA-Hist.: Q38086955 Status: Bescheid Stand der BDA-Liste: 2025-06-30 Name: ehem. Turm der Stadtbefestigung GstNr.: .290 |
| ja    | Datei hochladen | Miethaus HERIS-ID: 11123 Objekt-ID: 7196                                                                       | Dinstlstraße 4-6 Standort KG: Krems                 | Die historistische Fassade des Miethauses Dinstlstraße 4-6 stammt aus dem letzten Viertel des 19. Jahrhunderts. | BDA-Hist.: Q38090109 Status: Bescheid Stand der BDA-Liste: 2025-06-30 Name: Miethaus GstNr.: .768/2 |
| ja    | Datei hochladen | Stadtmauer HERIS-ID: 11313 Objekt-ID: 7398                                                                     | Diverse Standort KG: Krems                          | Von den großteils auf den Ausbau unter Kaiser Friedrich III. 1477–1480 zurückgehenden, mit Bruchsteinen errichteten Umfassungsmauern und Befestigungstürmen der Stadt Krems sind nur noch wenige Teile erhalten: Teilweise vielleicht im Nordwesten an der Parzelle des Straßenzuges Schmidgasse–Körnermarkt–Schmelzgasse; Mauerreste und davor ein Rundturm des späten 15. Jahrhunderts im Norden sowie ein Mauerring zum Pulverturm von 1477 in der Nordostecke; mächtige Mauern entlang dem Ostabfall zum Kremstal und bis zu fünf Meter hohe Reste mit quadratischen Türmen im Bereich des ehemaligen Eisenhüterhofes an der Südostecke sowie zwischen der Drinkweldergasse und der Dr.-Pollhammergasse; ein Halbrundturm an der Dienstlgasse 3; ein viergeschoßiger, viereckiger Befestigungsturm an der Mühlbachgasse mit anschließender Stadtmauer und südwestlich gelegenem, dreigeschoßigem Eckturm im Hof von Fischergasse 5; eine renovierte Mauer mit erneuertem hölzernem Wehrgang in der Schwedengasse. Von den ehemaligen Stadttoren ist nur das Steiner Tor erhalten. Anmerkung: Foto der Stadtmauer in der Schwedengasse – Pz.Nr. .345/1 | BDA-Hist.: Q38096264 Status: Bescheid Stand der BDA-Liste: 2025-06-30 Name: Stadtmauer GstNr.: 17/3, .81, .297, 35/2, .137/1: 107, .169, .172/2, 34/1, .277/8, .286/2, .293, .295, .1249, .307, .322, .331/1, 3199/41, 3199/42, .320/2, 95, .345/1, .347/1, .347/2, .348, .359, 142, .367, .371/2, .277/9, .137/5, 35/1, 30, .371/4, .290, 3199/70, .429/7, .292 City wall of Krems |
| ja    | Datei hochladen | Bürgerhaus, Fellnerhof, Merklehaus HERIS-ID: 10921 Objekt-ID: 6989                                             | Dominikanerplatz 1 Standort KG: Krems               | Der Fellnerhof ist eine dreigeschoßige, fünfachsige Anlage mit Attikageschoß und Grabendach. Er wurde unter Einbeziehung eines Vorgängerbaus 1611 bis 1618 für den Bürgermeister Theobald Müllner erbaut. Bauführer war Johann Baptist Spazio. Die spätbarocke Fassade wurde im 19. Jahrhundert weitgehend erneuert. Das zweigeschoßige, schlicht fassadierte, quergestellte Hinterhaus wurde im letzten Viertel des 19. Jahrhunderts in seiner heutigen Form errichtet. Es hat Fronten zur Schlüsselamtsgasse und zur Josef-Faber-Gasse und stammt im Kern aus dem ersten Viertel des 17. Jahrhunderts. An der Ecke zum Dominikanerplatz erhebt sich ein Runderker des frühen 17. Jahrhunderts, mit muschelförmigem Korb und abgestuften Konsolen, zwei Fabelwesen als Konsolfiguren, reliefiertem Blattwerk und Fruchtgehänge in Rauten- und Rundfeldern. | BDA-Hist.: Q38085494 Status: Bescheid Stand der BDA-Liste: 2025-06-30 Name: Bürgerhaus, Fellnerhof, Merklehaus GstNr.: .31 |
| ja    | Datei hochladen | Bürgerhaus HERIS-ID: 11116 Objekt-ID: 7189                                                                     | Dominikanerplatz 5 Standort KG: Krems               | In diesem Haus wurde 1788 als neuntes von zehn Kindern Anna Maria Lager geboren, die Mutter des Komponisten Franz Liszt. | BDA-Hist.: Q38089890 Status: Bescheid Stand der BDA-Liste: 2025-06-30 Name: Bürgerhaus GstNr.: .24 |
| ja    | Datei hochladen | Dreifaltigkeitssäule HERIS-ID: 11127 Objekt-ID: 7200                                                           | gegenüber Dreifaltigkeitsplatz 4 Standort KG: Krems | Die Dreifaltigkeitssäule in der Mitte des Dreifaltigkeitsplatzes wurde 1738 von Josef Matthias Götz errichtet. Ein dreiarmiger Aufbau mit korinthischen Säulen erhebt sich über einer Sockel- und Postamentzone mit Statuen von Maria Immaculata, Johannes Nepomuk, Karl Borromäus und Vitus. In der Mitte steht eine Säule, die von einer Aufsatzgruppe der Dreifaltigkeit bekrönt wird. | BDA-Hist.: Q38090229 Status: Bescheid Stand der BDA-Liste: 2025-06-30 Name: Dreifaltigkeitssäule GstNr.: 3199/23 Dreifaltigkeitssäule Krems |
| ja    | Datei hochladen | Gasthaus Zum Goldenen Hirschen HERIS-ID: 10988 Objekt-ID: 7057                                                 | Dreifaltigkeitsplatz 1 Standort KG: Krems           | Das Gasthaus Zum Goldenen Hirschen ist ein dreigeschoßiger, traufständiger Vierflügelbau aus der Mitte des 16. Jahrhunderts, der um einen unregelmäßigen Hof angelegt ist. Das Haus verfügt über Ortsteingliederung, Fenstergewände und Sohlbänke aus der Bauzeit sowie über ein Rechtecktor aus der Zeit um 1800. Hofseitig sind im Erdgeschoß Kragsteine auf Wandpfeilern zu sehen, worauf sich ein segmentbogig geöffneter Arkadengang mit Kreuzgratgewölben auf toskanischen Säulchen erhebt. Das Innere verfügt über einen kreuzgratgewölbten Seitenflur, Stichkappengewölbe mit stark angeputzten Graten im ersten Obergeschoß und barocke Platzlgewölbe im zweiten Obergeschoß. | BDA-Hist.: Q38087000 Status: Bescheid Stand der BDA-Liste: 2025-06-30 Name: Gasthaus Zum Goldenen Hirschen GstNr.: .253 |
| ja    | Datei hochladen | Bürgerhaus HERIS-ID: 10985 Objekt-ID: 7054                                                                     | Dreifaltigkeitsplatz 2 Standort KG: Krems           | Das dreigeschoßige Bürgerhaus am Dreifaltigkeitsplatz 2 wurde im 16. Jahrhundert errichtet. Es hat ein Dachspeichergeschoß und ein Doppelschopfdach. Ursprünglich bildete es eine Einheit mit Haus Nummer 3 und wurde später abgetrennt. Seine schlichten Fensterumrahmungen stammen aus dem ersten Viertel des 17. Jahrhunderts. Eine davon, im Obergeschoß, ist mit 1610 bezeichnet. Das rundbogige Portal ist von Halbsäulen auf Postamenten und Gebälk gerahmt. Im Fries sind spätmanieristische Reliefs sowie zwei groteske Konsolfiguren aus dem ersten Viertel des 17. Jahrhunderts zu sehen. Der lange Hofflügel hat Rundbogenöffnungen auf wuchtigen Pfeilern. Im Inneren gibt es einen tonnengewölbten Durchgangsflur mit Netzgratfiguration; im ersten Obergeschoß ein Netzgratgewölbe mit Spiegelfeld auf Konsolen; im zweiten Obergeschoß eine kreuzgratgewölbte Halle. Die Fresken, die in Resten erhalten sind, wurden vermutlich in der ersten Hälfte des 17. Jahrhunderts geschaffen. | BDA-Hist.: Q38086963 Status: Bescheid Stand der BDA-Liste: 2025-06-30 Name: Bürgerhaus GstNr.: .295 |
| ja    | Datei hochladen | Bürgerhaus HERIS-ID: 10986 Objekt-ID: 7055                                                                     | Dreifaltigkeitsplatz 3 Standort KG: Krems           | Das Bürgerhaus am Dreifaltigkeitsplatz 3 bildete ursprünglich mit dem Haus Nummer 2 eine Einheit und wurde später abgetrennt. Es ist durch ein biedermeierliches Korbbogenportal aus der ersten Hälfte des 19. Jahrhunderts zugänglich. Innen befinden sich Kreuzgratgewölbe und eine Balkendecke aus der ersten Hälfte des 17. Jahrhunderts. | BDA-Hist.: Q38086980 Status: Bescheid Stand der BDA-Liste: 2025-06-30 Name: Bürgerhaus GstNr.: .296 |
| ja    | Datei hochladen | Berchtesgadener- oder Wimbergerhof HERIS-ID: 10987 Objekt-ID: 7056                                             | Dreifaltigkeitsplatz 4 Standort KG: Krems           | Der ehemalige Berchtesgadener- oder Wimbergerhof ist ein dreigeschoßiger, traufständiger Bau mit Kordonbandgliederung und schlichter Fensterrahmung aus der ersten Hälfte des 17. Jahrhunderts. In der Mittelachse ist er durch ein Segmentbogenportal mit mächtiger Quaderrahmung und massiven Prellsteinen zugänglich. Die Mittelflurhalle verfügt über Kreuzgrat- und Stichkappengewölbe mit angeputzten Rundstäben. Im Obergeschoß liegt eine kreuzgratgewölbte Halle mit profilierten Putzbändern entlang der Grate, die im 16./17. Jahrhundert gebaut wurde. Zwei Räume haben eine Flachdecke und schlichten Stuckdekor aus dem 18. Jahrhundert. Aus der Zeit um 1930 stammt ein dreiläufiges Treppenhaus mit zugehörigen Beleuchtungskörpern. | BDA-Hist.: Q38086991 Status: Bescheid Stand der BDA-Liste: 2025-06-30 Name: Berchtesgadener- oder Wimbergerhof GstNr.: .297 Berchtesgadenerhof Krems |
| ja    | Datei hochladen | Ehem. Burg König Ottokars; St. Peter-Stiftshof HERIS-ID: 11129 Objekt-ID: 7202                                 | Dreifaltigkeitsplatz 8 Standort KG: Krems           | Ein Wirtschaftshof des Stiftes Passau, mit dem das bei baubegleitenden archäologischen Untersuchungen an dieser Stelle entdeckte Quadermauerwerk in Zusammenhang gebracht wird, ist urkundlich aus den Jahren 1429 und 1437 belegt. Nicht unumstritten ist die These, dass sich hier zuvor eine von König Ottokar II. errichtete Stadtburg befand. | BDA-Hist.: Q38090287 Status: Bescheid Stand der BDA-Liste: 2025-06-30 Name: Ehem. Burg König Ottokars; St. Peter-Stiftshof GstNr.: .249/1, .249/2 Ehem. Burg König Ottokars |
| ja    | Datei hochladen | Bürgerhaus HERIS-ID: 11124 Objekt-ID: 7197                                                                     | Drinkweldergasse 4 Standort KG: Krems               | Das Haus in der Drinkweldergasse 4 ist ein zweigeschoßiger Bau des 16./17. Jahrhunderts, mit profilierten Fenstersohlbänken und gekehltem Traufgesims. Der lang gestreckte und tiefe Hofflügel des 16. Jahrhunderts hat über geschweiften, teils vermauerten Kragsteinen einen vielachsigen Obergeschoßgang mit abgefasten Pfeilern. | BDA-Hist.: Q38090142 Status: Bescheid Stand der BDA-Liste: 2025-06-30 Name: Bürgerhaus GstNr.: 67/3 |
| ja    | Datei hochladen | Bürgerhaus HERIS-ID: 11152 Objekt-ID: 7228                                                                     | Fischergasse 2 Standort KG: Krems                   | Das zweigeschoßige Bürgerhaus Fischergasse 2 / Hafnerplatz 8 ist zum Platz hin giebelständig, mit Walmdach und einer aller Wahrscheinlichkeit nach um 1840 gestalteten fünfachsigen Hauptfassade an der Ostseite. Daran schließt westlich ein niedrigerer Wirtschaftstrakt (Hinterhaus) mit Satteldach an. Zwei Eingänge liegen an der Ostfassade, zwei weitere an der zur Fischergasse gerichteten Südfassade. Das Gebäude markiert den westlichen Abschluss des südlichen Hafnerplatz-Abschnitts. | BDA-Hist.: Q38090860 Status: Bescheid Stand der BDA-Liste: 2025-06-30 Name: Bürgerhaus GstNr.: .341 |
| ja    | Datei hochladen | Gasthof, ehem. Wallseerhof HERIS-ID: 11130 Objekt-ID: 7203                                                     | Fischergasse 5 Standort KG: Krems                   | Der ehemalige Wallseerhof ist ein dreigeschoßiger freistehender Bau über hakenförmigem Grundriss, im Kern aus dem späten 16./frühen 17. Jahrhundert, der westseitig an die Stadtmauer angebaut und durch diese mit einem ehemaligen Wehrturm des 15. Jahrhunderts verbunden ist. Die schlichte Fassadierung stammt aus dem 18. und 19. Jahrhundert. Im Erdgeschoß gibt es Räume mit Kreuzgratgewölbe sowie ein kreuzgratgewölbtes Treppenhaus. | BDA-Hist.: Q38090326 Status: Bescheid Stand der BDA-Liste: 2025-06-30 Name: Gasthof, ehem. Wallseerhof GstNr.: 107 |
| ja    | Datei hochladen | Wohnhaus HERIS-ID: 11298 Objekt-ID: 7383                                                                       | Frauenberggasse 5 Standort KG: Krems                | | BDA-Hist.: Q38095849 Status: Bescheid Stand der BDA-Liste: 2025-06-30 Name: Wohnhaus GstNr.: .115 |
| ja    | Datei hochladen | Bürgerhaus HERIS-ID: 11311 Objekt-ID: 7396                                                                     | Frauenbergplatz 1 Standort KG: Krems                | Der Frauenbergplatz hat eine schlichte, ein- bis zweigeschoßige, dörfliche Verbauung. | BDA-Hist.: Q38096188 Status: Bescheid Stand der BDA-Liste: 2025-06-30 Name: Bürgerhaus GstNr.: .109 |
| ja    | Datei hochladen | Stiegenanlage, Frauenbergstiege HERIS-ID: 11312 Objekt-ID: 7397                                                | bei Frauenbergplatz 1 Standort KG: Krems            | Zur Frauenbergkirche wurde im Mittelalter ein Weg angelegt, der aufgrund des steilen Geländes großteils aus Steinstufen besteht. Bereits 1232 und 1235 ist eine steinerne Stiege (lapideus gradus) dokumentiert, später steinern stieg, gradus beatae Virginis und 1415 vnser frawen stieg genannt. | BDA-Hist.: Q38096223 Status: Bescheid Stand der BDA-Liste: 2025-06-30 Name: Stiegenanlage, Frauenbergstiege GstNr.: 3199/48 |
| ja    | Datei hochladen | Wohnhaus HERIS-ID: 11310 Objekt-ID: 7395                                                                       | Frauenbergplatz 2 Standort KG: Krems                | Der Frauenbergplatz hat eine schlichte, ein- bis zweigeschoßige, dörfliche Verbauung. | BDA-Hist.: Q38096176 Status: Bescheid Stand der BDA-Liste: 2025-06-30 Name: Wohnhaus GstNr.: 14 |
| ja    | Datei hochladen | Wohnhaus HERIS-ID: 11296 Objekt-ID: 7381                                                                       | Frauenbergplatz 3 Standort KG: Krems                | Der Frauenbergplatz hat eine schlichte, ein- bis zweigeschoßige, dörfliche Verbauung. | BDA-Hist.: Q38095814 Status: Bescheid Stand der BDA-Liste: 2025-06-30 Name: Wohnhaus GstNr.: .112 |
| ja    | Datei hochladen | Umfriedung HERIS-ID: 11297 Objekt-ID: 7382                                                                     | Frauenbergplatz 4 Standort KG: Krems                | Der Frauenbergplatz hat eine schlichte, ein- bis zweigeschoßige, dörfliche Verbauung. | BDA-Hist.: Q38095839 Status: Bescheid Stand der BDA-Liste: 2025-06-30 Name: Umfriedung GstNr.: 20 |
| ja    | Datei hochladen | Wohnhaus HERIS-ID: 11295 Objekt-ID: 7380                                                                       | Frauenbergplatz 5 Standort KG: Krems                | Der Frauenbergplatz hat eine schlichte, ein- bis zweigeschoßige, dörfliche Verbauung. | BDA-Hist.: Q38095769 Status: Bescheid Stand der BDA-Liste: 2025-06-30 Name: Wohnhaus GstNr.: .117 |
| ja    | Datei hochladen | Wohnhaus HERIS-ID: 11294 Objekt-ID: 7379                                                                       | Frauenbergplatz 6 Standort KG: Krems                | Das giebelständige Haus am Frauenbergplatz 6 verfügt über einen Volutengiebel und Pinienzapfenbekrönung. Es wurde im frühen 18. Jahrhundert errichtet. Der Fassadendekor stammt aus der Mitte des 19. Jahrhunderts. | BDA-Hist.: Q38095699 Status: Bescheid Stand der BDA-Liste: 2025-06-30 Name: Wohnhaus GstNr.: .118 |
| ja    | Datei hochladen | Bürgerhaus HERIS-ID: 11405 Objekt-ID: 7497                                                                     | Gaheisgasse 3 Standort KG: Krems                    | | BDA-Hist.: Q38099687 Status: Bescheid Stand der BDA-Liste: 2025-06-30 Name: Bürgerhaus GstNr.: .23 |
| ja    | Datei hochladen | Miethaus HERIS-ID: 11128 Objekt-ID: 7201                                                                       | Gartenaugasse 1 Standort KG: Krems                  | Das Haus in der Gartenaugasse 1 und 3 ist ein Doppelmiethaus von Josef Utz dem Jüngeren, das mit 1908 bezeichnet ist. Es verfügt über einen reichen, neobarock/secessionistischen Fassadendekor. | BDA-Hist.: Q38090261 Status: Bescheid Stand der BDA-Liste: 2025-06-30 Name: Miethaus GstNr.: .298 |
| ja    | Datei hochladen | Miethaus HERIS-ID: 11134 Objekt-ID: 7207                                                                       | Gartenaugasse 3 Standort KG: Krems                  | Das Haus in der Gartenaugasse 1 und 3 ist ein Doppelmiethaus von Josef Utz dem Jüngeren, das mit 1908 bezeichnet ist. Es verfügt über einen reichen, neobarock/secessionistischen Fassadendekor. | BDA-Hist.: Q38090390 Status: Bescheid Stand der BDA-Liste: 2025-06-30 Name: Miethaus GstNr.: .300/3, .302 |
| ja    | Datei hochladen | Miethaus HERIS-ID: 11135 Objekt-ID: 7208                                                                       | Gartenaugasse 4 Standort KG: Krems                  | Das Miethaus in der Gartenaugasse 4 stammt aus dem dritten Viertel des 19. Jahrhunderts und haben eine frühhistoristische Fassade. | BDA-Hist.: Q38090449 Status: Bescheid Stand der BDA-Liste: 2025-06-30 Name: Miethaus GstNr.: .307 |
| ja    | Datei hochladen | Musikschule HERIS-ID: 11136 Objekt-ID: 7209                                                                    | Gartenaugasse 6 Standort KG: Krems                  | Die ehemalige Musikschule von Krems ist ein breit gelagerter Bau des frühen 19. Jahrhunderts, mit Mansardenwalmdach und einer schlichten, durch Kordongesimse gegliederte Fassade. Das Haus hat ein Korbbogenportal sowie Türflügel und Fenstergitter aus der Bauzeit. Der Hofflügel ist im späthistoristischen Stil ausgeführt. Im Obergeschoß befindet sich eine ehemalige Kapelle des 19. Jahrhunderts (Kreuzkapelle), die bis 2010 die Musikschule beherbergte. Diese ist auf den Hafnerplatz umgezogen (ehem. Schulgebäude). | BDA-Hist.: Q38090464 Status: Bescheid Stand der BDA-Liste: 2025-06-30 Name: Musikschule GstNr.: 102 |
| ja    | Datei hochladen | Wohnhaus HERIS-ID: 11131 Objekt-ID: 7204                                                                       | Gartengasse 7 Standort KG: Krems                    | | BDA-Hist.: Q38090347 Status: Bescheid Stand der BDA-Liste: 2025-06-30 Name: Wohnhaus GstNr.: .234 |
| ja    | Datei hochladen | Ehem. Wohnhausanlage der Tabakregie HERIS-ID: 16976 Objekt-ID: 13244seit 2019                                  | Gaswerkgasse 5 Standort KG: Krems                   | Die Arbeiterwohnhaus-Anlage der österreichischen Tabakregie wurde 1929–1930 unter Generaldirektor Sektionschef Karl Dorrek erbaut, Architekt war Ludwig Tremmel. | BDA-Hist.: Q105411654 Status: Bescheid Stand der BDA-Liste: 2025-06-30 Name: Ehem. Wohnhausanlage der Tabakregie GstNr.: .1129, 173/5 Ehemalige Wohnhausanlage der Tabakregie (Krems an der Donau) |
| ja BW | Datei hochladen | Ehem. landesfürstliche Burg, Herzoghof HERIS-ID: 10990 Objekt-ID: 7059                                         | Gewerbehausgasse 4 Standort KG: Krems               | Der Herzogshof (auch: Schlüsselhof) wurde zur Zeit der Stadterweiterung in der ersten Hälfte des 13. Jahrhunderts als dritte landesfürstliche Burg errichtet. 1376 ging er an Stift Lilienfeld und 1436 mit Kapelle an das Bürgerspital. Später wurde er als Waisenhaus genutzt und seit 1799 als Zinshaus. Anmerkung: Wird aktuell restauriert (Stand 2011 oder früher). | BDA-Hist.: Q38087028 Status: Bescheid Stand der BDA-Liste: 2025-06-30 Name: Ehem. landesfürstliche Burg, Herzoghof GstNr.: .331/1 Gewerbehausgasse 4 (Krems an der Donau) |
| ja    | Datei hochladen | Bürgerhaus HERIS-ID: 10676 Objekt-ID: 6737                                                                     | Göglstraße 2 Standort KG: Krems                     | Das im 16./17. Jahrhundert errichtete Haus in der Göglstraße 2 hat ein Schopfwalmdach, ein Speichergeschoß mit Blendmauer und einen schlichten Fassadendekor mit Putzfaschen. | BDA-Hist.: Q38076233 Status: Bescheid Stand der BDA-Liste: 2025-06-30 Name: Bürgerhaus GstNr.: .294 |
| ja    | Datei hochladen | Bürgerhaus HERIS-ID: 11137 Objekt-ID: 7211                                                                     | Göglstraße 3 Standort KG: Krems                     | Das giebelständige Haus in der Göglstraße 3 wurde im 16./17. Jahrhundert errichtet. Es hat ein Schopfwalmdach und schlichte Fensterumrahmungen mit profilierten Sohlbänken. Das Erdgeschoß verfügt über ein Kreuzgratgewölbe mit angeputzten Graten. | BDA-Hist.: Q38090505 Status: Bescheid Stand der BDA-Liste: 2025-06-30 Name: Bürgerhaus GstNr.: .254 |
| ja    | Datei hochladen | Wohnhaus HERIS-ID: 11138 Objekt-ID: 7212                                                                       | Göglstraße 4 Standort KG: Krems                     | Das im 16./17. Jahrhundert errichtete Haus in der Göglstraße 4 hat ein Speichergeschoß und eine neobarocke (?) Obergeschoßfassade. | BDA-Hist.: Q38090530 Status: Bescheid Stand der BDA-Liste: 2025-06-30 Name: Wohnhaus GstNr.: .293 |
| ja    | Datei hochladen | Gasthaus HERIS-ID: 11139 Objekt-ID: 7213                                                                       | Göglstraße 5 Standort KG: Krems                     | Das Gasthaus in der Göglstraße 5 stammt im Kern aus dem 16. Jahrhundert. Im späten 18. Jahrhundert wurde es umgebaut und fassadiert. Es hat ein genutetes Erdgeschoß, Fensterverdachungen mit Nabelscheiben, im Erdgeschoß weitgespannte Kreuzgratgewölbe, im Obergeschoß schlichte, geschweifte Putzspiegel und im Flur zum Hof böhmische Kappen. | BDA-Hist.: Q38090576 Status: Bescheid Stand der BDA-Liste: 2025-06-30 Name: Gasthaus GstNr.: .257 |
| ja    | Datei hochladen | Wohnhaus, Wilheringerhof HERIS-ID: 11140 Objekt-ID: 7214                                                       | Göglstraße 6 Standort KG: Krems                     | Der Wilheringerhof ist ein zweigeschoßiger, breit gelagerter Bau mit ungleicher Fensteraufteilung aus dem frühen 18. Jahrhundert. Er ist durch ein Korbbogenportal mit aufgedoppeltem Sonnentor zugänglich. Im Obergeschoß ist eine geschweifte Stuckspiegeldecke zu sehen. Von 1901 bis zu seinem Tod 1933 lebte in diesem Haus der Priester und Komponist Rudolf Süß. | BDA-Hist.: Q38090587 Status: Bescheid Stand der BDA-Liste: 2025-06-30 Name: Wohnhaus, Wilheringerhof GstNr.: .292 |
| ja    | Datei hochladen | Bürgerhaus HERIS-ID: 11141 Objekt-ID: 7215                                                                     | Göglstraße 7 Standort KG: Krems                     | Das Haus in der Göglstraße 7 stammt im Kern aus dem 16./17. Jahrhundert. Es hat eine späthistoristische Fassade aus dem späten 19. Jahrhundert mit zwei geschwungenen Blendgiebeln. | BDA-Hist.: Q38090605 Status: Bescheid Stand der BDA-Liste: 2025-06-30 Name: Bürgerhaus GstNr.: .258 |
| ja    | Datei hochladen | Ehem. Lesehof von Stift Garsten HERIS-ID: 11143 Objekt-ID: 7218                                                | Göglstraße 10 Standort KG: Krems                    | Das Eckhaus in der Göglstraße 10 stammt im Kern aus dem 16. Jahrhundert. Es verfügt über profilierte Fenstersohlbänke und -verdachungen im ersten Obergeschoß und ist durch ein segmentbogiges Portal aus der zweiten Hälfte des 16. Jahrhunderts mit spätgotisch profiliertem Gewände zugänglich. Im Flur ist ein Putzrippengewölbe aus dem 16./17. Jahrhundert zu sehen. | BDA-Hist.: Q38090639 Status: Bescheid Stand der BDA-Liste: 2025-06-30 Name: Ehem. Lesehof von Stift Garsten GstNr.: .291/1 |
| ja    | Datei hochladen | Wohn- und Geschäftshaus HERIS-ID: 11144 Objekt-ID: 7219                                                        | Göglstraße 11 Standort KG: Krems                    | Das Haus in der Göglstraße 11/Göglstraße 11 A wurde im 16./17. Jahrhundert errichtet. Es ist mit dem Haus Untere Landstraße 18 durch den Hoftrakt verbunden. Es hat eine schlichte Fassadengliederung durch Lisenen und Kordonbänder, einen kreuzgratgewölbten Flur, ein breites Rundbogenportal mit Lunettengitter und seitlichem Wappen aus der ersten Hälfte des 17. Jahrhunderts. | BDA-Hist.: Q38090662 Status: Bescheid Stand der BDA-Liste: 2025-06-30 Name: Wohn- und Geschäftshaus GstNr.: .260/1 |
| ja    | Datei hochladen | Bürgerhaus HERIS-ID: 11145 Objekt-ID: 7220                                                                     | Göglstraße 11a Standort KG: Krems                   | Das Haus in der Göglstraße 11/Göglstraße 11 A wurde im 16./17. Jahrhundert errichtet. Es ist mit dem Haus Untere Landstraße 18 durch den Hoftrakt verbunden. Es hat eine schlichte Fassadengliederung durch Lisenen und Kordonbänder, einen kreuzgratgewölbten Flur, ein breites Rundbogenportal mit Lunettengitter und seitlichem Wappen aus der ersten Hälfte des 17. Jahrhunderts. | BDA-Hist.: Q38090710 Status: Bescheid Stand der BDA-Liste: 2025-06-30 Name: Bürgerhaus GstNr.: .260/2 |
| ja    | Datei hochladen | Wohn- und Geschäftshaus HERIS-ID: 11147 Objekt-ID: 7222                                                        | Göglstraße 13 Standort KG: Krems                    | | BDA-Hist.: Q38090757 Status: Bescheid Stand der BDA-Liste: 2025-06-30 Name: Wohn- und Geschäftshaus GstNr.: .261 |
| ja    | Datei hochladen | Bürgerhaus HERIS-ID: 11149 Objekt-ID: 7224                                                                     | Göglstraße 15 Standort KG: Krems                    | Das Haus in der Göglstraße 15 hat ein aufgedoppeltes hölzernes Korbbogenportal, das mit 1830 bezeichnet ist. | BDA-Hist.: Q38090803 Status: Bescheid Stand der BDA-Liste: 2025-06-30 Name: Bürgerhaus GstNr.: .262 |
| ja    | Datei hochladen | Gasthaus Goldener Stern, Sternhof HERIS-ID: 10989 Objekt-ID: 7058                                              | Göglstraße 16 Standort KG: Krems                    | Der Gasthof zum Goldenen Stern verfügt über einen unregelmäßigen zweigeschoßigen Baukörper des 16. und 17. Jahrhunderts. Es hat einen runden Eckerker mit Fensterumrahmungen in Schuppendekor, profilierte Sohlbänke und Fensterverdachungen, eine hohe Einfahrtshalle mit Schwibbögen, eine Hofflügelanlage mit Obergeschoß auf geschweift profilierten Kragsteinen, ein weit gespanntes Kreuzgratgewölbe im Obergeschoß sowie einen Schmiedeeisenausleger aus dem 17. Jahrhundert. | BDA-Hist.: Q38087009 Status: Bescheid Stand der BDA-Liste: 2025-06-30 Name: Gasthaus Goldener Stern, Sternhof GstNr.: .288 |
| ja    | Datei hochladen | Wohn- und Geschäftshaus HERIS-ID: 11150 Objekt-ID: 7225                                                        | Göglstraße 17 Standort KG: Krems                    | | BDA-Hist.: Q38090815 Status: Bescheid Stand der BDA-Liste: 2025-06-30 Name: Wohn- und Geschäftshaus GstNr.: .263 |
| ja    | Datei hochladen | Wohnhaus HERIS-ID: 11151 Objekt-ID: 7227                                                                       | Göglstraße 19 Standort KG: Krems                    | | BDA-Hist.: Q38090842 Status: Bescheid Stand der BDA-Liste: 2025-06-30 Name: Wohnhaus GstNr.: .199 |
| ja    | Datei hochladen | Volks- und Hauptschule HERIS-ID: 10991 Objekt-ID: 7060                                                         | Hafnerplatz 1 Standort KG: Krems                    | Seit 2010 beherbergt das Gebäude im Südtrakt (zur Herzogstraße) die Musikschule Krems. Das Haus wurde 1874/1875 und 1895 von Josef Utz dem Älteren und Josef Utz dem Jüngeren errichtet. Der dreigeschoßige und dreiflügelige Bau hat eine einheitlich späthistoristische Neorenaissancefassade mit Mittel- und Eckrisaliten, einem rustizierten Sockel und Fensterädikulen im ersten Obergeschoß. Das Stiegenhaus im nördlichen Teil wird der ersten Bauphase zugeordnet. | BDA-Hist.: Q38087050 Status: Bescheid Stand der BDA-Liste: 2025-06-30 Name: Volks- und Hauptschule GstNr.: .325 Volksschule Hafnerplatz Krems |
| ja    | Datei hochladen | Ansitz, Teil des Herzogshofs HERIS-ID: 10992 Objekt-ID: 7061                                                   | Hafnerplatz 3 Standort KG: Krems                    | Das dreigeschoßige Haus am Hafnerplatz 3 ist ein Teil des sogenannten Herzogshofes. Der ehemalige Palas der Burg (?) wurde nach 1500 zum Teil als Speicherbau adaptiert. Der Bau zeigt zum Platz hin einen Schopfwalmgiebel und verputztes Bruchsteinmauerwerk mit Spuren gemalter Ortsteine und Fensterumrahmungen. Er verfügt über zwei kleine Fenster mit gotischen Gewänden sowie westseitig im ersten Obergeschoß über ein vermauertes, gotisches Spitzbogenportal aus der ersten Hälfte des 14. Jahrhunderts. | BDA-Hist.: Q38087084 Status: Bescheid Stand der BDA-Liste: 2025-06-30 Name: Ansitz, Teil des Herzogshofs GstNr.: .329 Herzoghof Krems (Hafnerplatz 3) |
| ja    | Datei hochladen | Ehem. Andreaskapelle HERIS-ID: 10993 Objekt-ID: 7062                                                           | Hafnerplatz 5 (Andreaskapelle) Standort KG: Krems   | Teile der ehemaligen Andreaskapelle aus der ersten Hälfte des 14. Jahrhunderts sind in einem Neubau erhalten. Dazu gehören ein Dreiachtelpolygon und barocke (?) Strebepfeiler an der zweiachsigen Platzfront. Das Innere wurde 1969 freigelegt. Es ist ein mächtiger Triumphbogen zu sehen sowie wuchtige Birnstabrippen auf kapitellartigen Konsolen im Polygon. Von der farbigen Fassung sind Reste erhalten. | BDA-Hist.: Q38087095 Status: Bescheid Stand der BDA-Liste: 2025-06-30 Name: Ehem. Andreaskapelle GstNr.: .331/1 Andreaskapelle Krems |
| ja    | Datei hochladen | Bürgerhaus HERIS-ID: 11153 Objekt-ID: 7229                                                                     | Hafnerplatz 10 Standort KG: Krems                   | Das zweigeschoßige Haus am Hafnerplatz 10 und 11 hat ein Doppelschopfdach und einen Baukern aus der ersten Hälfte des 17. Jahrhunderts. Die schlichten Fassaden verfügen über Fensterfaschen und Kordongesims. | BDA-Hist.: Q38090882 Status: Bescheid Stand der BDA-Liste: 2025-06-30 Name: Bürgerhaus GstNr.: .339 |
| ja    | Datei hochladen | Bürgerhaus HERIS-ID: 10994 Objekt-ID: 7063                                                                     | Hafnerplatz 11 Standort KG: Krems                   | Das zweigeschoßige Haus am Hafnerplatz 10 und 11 hat ein Doppelschopfdach und einen Baukern aus der ersten Hälfte des 17. Jahrhunderts. Die schlichten Fassaden verfügen über Fensterfaschen und Kordongesims. | BDA-Hist.: Q38087105 Status: Bescheid Stand der BDA-Liste: 2025-06-30 Name: Bürgerhaus GstNr.: .338 |
| ja    | Datei hochladen | Bürgerhaus HERIS-ID: 11155 Objekt-ID: 7231                                                                     | Herzogstraße 1 Standort KG: Krems                   | Das zweigeschoßige, traufständige Haus in der Herzogstraße 1 stammt im Kern aus dem späten 16./frühen 17. Jahrhundert und wurde in der zweiten Hälfte des 18. Jahrhunderts umgebaut. Der Mittelflur ist durch eine Stichkappentonne gewölbt. Zur Gartenaugasse hin erstreckt sich ein breitgelagerter Flügel. Im Hof befinden sich Korbbogenarkaden mit Platzlgewölben auf schlanken Säulen, die im späten 18. Jahrhundert erbaut wurden. | BDA-Hist.: Q38090918 Status: Bescheid Stand der BDA-Liste: 2025-06-30 Name: Bürgerhaus GstNr.: .308 |
| ja    | Datei hochladen | Bürgerhaus HERIS-ID: 11156 Objekt-ID: 7232                                                                     | Herzogstraße 2 Standort KG: Krems                   | Das zweigeschoßige, traufständige in der Herzogstraße 2 steht an der Ecke zum Dreifaltigkeitsplatz. Es handelt sich um ein traufständiges Eckhaus mit einem Baukern aus dem 16. Jahrhundert. Es verfügt über einen Flacherker auf Konsolen und ist im Erdgeschoß stichkappentonnengewölbt. | BDA-Hist.: Q38090937 Status: Bescheid Stand der BDA-Liste: 2025-06-30 Name: Bürgerhaus GstNr.: .312 |
| ja    | Datei hochladen | Wohnhaus HERIS-ID: 11157 Objekt-ID: 7233                                                                       | Herzogstraße 3 Standort KG: Krems                   | Das dreigeschoßige Wohnhaus in der Herzogstraße 3 zeigt eine frühhistoristische Fassadierung aus der Zeit um 1870. | BDA-Hist.: Q38090949 Status: Bescheid Stand der BDA-Liste: 2025-06-30 Name: Wohnhaus GstNr.: .309 |
| ja    | Datei hochladen | Bürgerhaus HERIS-ID: 10996 Objekt-ID: 7065                                                                     | Herzogstraße 4 Standort KG: Krems                   | Das zweigeschoßige, durch ein Schopfwalmdach gedeckte Haus in der Herzogstraße 4 stammt im Kern aus der zweiten Hälfte des 16. Jahrhunderts. Es verfügt über ein vorkragendes Obergeschoß auf Konsolen und Reste einer Sgraffito-Eckquaderung. | BDA-Hist.: Q38087164 Status: Bescheid Stand der BDA-Liste: 2025-06-30 Name: Bürgerhaus GstNr.: .313 |
| ja    | Datei hochladen | Bürgerhaus HERIS-ID: 10995 Objekt-ID: 7064                                                                     | Herzogstraße 6 Standort KG: Krems                   | Das dreigeschoßige Bürgerhaus in der Herzogstraße 6 ist ein zweigeschoßiger Bau mit Schopfwalmdach und einem Baukern aus dem 16. Jahrhundert. Es hat eine spätbarocke Fassade mit Doppellisenengliederung und dekorativen Fensterumrahmungen aus dem späten 18. Jahrhundert. | BDA-Hist.: Q38087136 Status: Bescheid Stand der BDA-Liste: 2025-06-30 Name: Bürgerhaus GstNr.: .314 |
| ja    | Datei hochladen | Bürgerhaus HERIS-ID: 11158 Objekt-ID: 7234                                                                     | Herzogstraße 7 Standort KG: Krems                   | Das zweigeschoßige Haus in der Herzogstraße 7 hat im Obergeschoß eine frühhistoristische Fassadierung. | BDA-Hist.: Q38090964 Status: Bescheid Stand der BDA-Liste: 2025-06-30 Name: Bürgerhaus GstNr.: .311 |
| ja    | Datei hochladen | Bürgerhaus HERIS-ID: 10997 Objekt-ID: 7066                                                                     | Herzogstraße 8 Standort KG: Krems                   | | BDA-Hist.: Q38087175 Status: Bescheid Stand der BDA-Liste: 2025-06-30 Name: Bürgerhaus GstNr.: .315 |
| ja    | Datei hochladen | Ehem. Gasthof Weißer Halm HERIS-ID: 11159 Objekt-ID: 7235                                                      | Herzogstraße 9 Standort KG: Krems                   | Der ehemalige Gasthof „Weißer Hahn“ ist ein zweigeschoßiger, traufständiger Bau mit einem Kern aus dem 17. Jahrhundert (?) und einem Hofflügel aus dem letzten Viertel des 19. Jahrhunderts. | BDA-Hist.: Q38090987 Status: Bescheid Stand der BDA-Liste: 2025-06-30 Name: Ehem. Gasthof Weißer Halm GstNr.: .320/1, .320/2 |
| ja    | Datei hochladen | Wohnhaus, ehem. Mondseerhof HERIS-ID: 11160 Objekt-ID: 7236                                                    | Herzogstraße 11 Standort KG: Krems                  | Der ehemalige Mondseerhof ist ein zweigeschoßiger, traufständiger Bau mit einem Kern aus dem 17. Jahrhundert und erneuerter Fassade. Seitlich ist er durch ein breites rustiziertes Korbbogenportal mit reliefiertem Stiftswappen zugänglich, das mit 1692 bezeichnet ist. Das Erdgeschoß verfügt über ein Kreuzgratgewölbe. Zu den weiteren Merkmalen zählt eine dreiläufige Treppe mit Rundbogennische. | BDA-Hist.: Q38090996 Status: Bescheid Stand der BDA-Liste: 2025-06-30 Name: Wohnhaus, ehem. Mondseerhof GstNr.: .321 Mondseerhof Krems |
| ja    | Datei hochladen | Wohnhaus, Stiftshof HERIS-ID: 11161 Objekt-ID: 7237                                                            | Herzogstraße 12 Standort KG: Krems                  | | BDA-Hist.: Q38091025 Status: Bescheid Stand der BDA-Liste: 2025-06-30 Name: Wohnhaus, Stiftshof GstNr.: .319 |
| ja    | Datei hochladen | Bürgerhaus HERIS-ID: 11162 Objekt-ID: 7238                                                                     | Herzogstraße 13 Standort KG: Krems                  | Das dreigeschoßige, achtachsige Bürgerhaus in der Herzogstraße 13 hat einen Baukern aus dem späten 16./frühen 17. Jahrhundert. | BDA-Hist.: Q38091047 Status: Bescheid Stand der BDA-Liste: 2025-06-30 Name: Bürgerhaus GstNr.: .322 |
| ja    | Datei hochladen | Bürgerhaus HERIS-ID: 11163 Objekt-ID: 7239                                                                     | Herzogstraße 15 Standort KG: Krems                  | | BDA-Hist.: Q38091081 Status: Bescheid Stand der BDA-Liste: 2025-06-30 Name: Bürgerhaus GstNr.: .327 |
| ja    | Datei hochladen | Schule, Bundeskonvikt HERIS-ID: 11164 Objekt-ID: 7240                                                          | Herzogstraße 17 Standort KG: Krems                  | Das Haus in der Herzogstraße 17 hat eine schlichte Fassade aus dem zweiten Viertel des 19. Jahrhunderts. | BDA-Hist.: Q38091101 Status: Bescheid Stand der BDA-Liste: 2025-06-30 Name: Schule, Bundeskonvikt GstNr.: .328 |
| ja    | Datei hochladen | Ehem. Florianihof HERIS-ID: 34260 Objekt-ID: 32323                                                             | Hohensteinstraße 44 Standort KG: Krems              | Der ehemalige Lesehof von Stift St. Florian wurde 1656 erbaut. Das zweigeschoßige, traufständige Haus hat ein hohes Schopfwalmdach sowie Obergeschoßfenster mit profilierten Gewänden, Sohlbankgesimsen und geraden Verdachungen. Über dem Portal ist eine skulpturierte Kartusche mit Wappen und Bauinschrift des Propstes Matthias zu sehen. | BDA-Hist.: Q37957043 Status: Bescheid Stand der BDA-Liste: 2025-06-30 Name: Ehem. Florianihof GstNr.: .714/1 |
| ja    | Datei hochladen | Ehem. Lilienfelderhof HERIS-ID: 34261 Objekt-ID: 32324                                                         | Hohensteinstraße 69 Standort KG: Krems              | Der ehemalige Lesehof von Stift Lilienfeld ist ein zweigeschoßiger, giebelständiger Bau mit Schopfwalmdach und Ortsteinrustika. Seine Fenster haben profilierte Gewände, unterkehlte Sohlbankgesimse und gerade Verdachungen. Über dem Eingang ist das Fragment eines gemalten Wappens von Stift Lilienfeld zu sehen, bezeichnet mit 1583, sowie ein Geschlechterwappen. Die Erdgeschoßhalle ist durch eine Stichkappentonne gewölbt. Im Erd- und Obergeschoß gibt es ein weiteres Kreuzgrat- und Stichkappengewölbe mit profilierten Stuckrippen, die zum Teil mit Rosetten dekoriert sind. Zu den weiteren baulichen Merkmalen zählt eine Stiegenbalustrade aus dem 17. Jahrhundert. | BDA-Hist.: Q37957059 Status: Bescheid Stand der BDA-Liste: 2025-06-30 Name: Ehem. Lilienfelderhof GstNr.: .702/3 |
| ja    | Datei hochladen | Brunnen, Herkules HERIS-ID: 11154 Objekt-ID: 7230                                                              | gegenüber Hoher Markt 8 Standort KG: Krems          | Der Brunnen am hohen Markt hat ein gebauchtes, quadratisches Becken mit Eckpostamenten, eine steinerne Brunnensäule mit reliefierten Delphinen und eine Herkulesstatue mit Doppeladlerwappen. Er wurde laut Bezeichnung 1682 von Heinrich König auf dem Täglichen Markt errichtet und 1842 übertragen. | BDA-Hist.: Q38090909 Status: Bescheid Stand der BDA-Liste: 2025-06-30 Name: Brunnen, Herkules GstNr.: 3199/11 Herkulesbrunnen, Krems |
| ja    | Datei hochladen | Institut B.M.V. der Englischen Fräulein Krems HERIS-ID: 10973 Objekt-ID: 7042                                  | Hoher Markt 1 Standort KG: Krems                    | Das Institut der Englischen Fräulein ist ein dreigeschoßiger Baublock, der die östliche Platzwand im oberen Teil des Hohen Marktes einnimmt. Es wurde 1722–1724 von Oswald Trifatter an der Stelle und unter teilweiser Einbeziehung eines Bürgerhauses des 16./17. Jahrhunderts erbaut, Mitte des 19. Jahrhunderts aufgestockt und in der zweiten Hälfte des 19. Jahrhunderts nach Süden und nach Osten verlängert. Der barocke Teil ist als Vierflügelanlage um einen kleinen Hof angelegt. Die Fassade zeigt ein genutetes Erdgeschoß, Lisenen in den Obergeschoßen und schlichte Fensterumrahmungen. Ein seichter fünfachsiger Mittelrisalit ist mit Doppelfenstern ausgestattet. Der Bau ist durch ein Rundbogenportal mit Pilasterrahmung und Vasenbekrönung zugänglich. | BDA-Hist.: Q68355670 Status: Bescheid Stand der BDA-Liste: 2025-06-30 Name: Institut B.M.V. der Englischen Fräulein Krems GstNr.: .142/2 Institut der Englischen Fräulein Krems |
| ja    | Datei hochladen | Bürgerhaus HERIS-ID: 8692 Objekt-ID: 4649                                                                      | Hoher Markt 2 Standort KG: Krems                    | Das Bürgerhaus Hoher Markt 2/Stiftgasse 2 ist ein zweigeschoßiger Eckbau mit geknickter Front aus dem 15./frühen 16. Jahrhundert, mit profiliertem Rundbogenportal und einem darüber verlaufenden Erker. An der Längsfront ist ein Flacherker auf Kragsteinen zu sehen. Das Innere wurde teilweise umgebaut. In beiden Geschoßen gibt es Tonnengewölbe mit Stichkappen sowie Kreuzgratgewölbe. | BDA-Hist.: Q38014820 Status: Bescheid Stand der BDA-Liste: 2025-06-30 Name: Bürgerhaus GstNr.: .150 |
| ja    | Datei hochladen | Bürgerhaus, Teiblhof, Deiblhof, ehem. Stiftshof d. Klosters Rottal/Bayern HERIS-ID: 11287 Objekt-ID: 7371      | Hoher Markt 3 Standort KG: Krems                    | Das im Kern gotische Bürgerhaus am Hohen Markt 3 hat eine schlichte, sechsachsige, leicht gekrümmte Front. Auf einer Konsole steht eine mit 1468 bezeichnete Statue des hl. Christophorus, deren Original sich im Historischen Museum von Krems befindet. Im Inneren gibt es einen tonnengewölbten Flur sowie dreiachsige Hofflügelarkaden mit toskanischen Säulchen aus der zweiten Hälfte des 16. Jahrhunderts. | BDA-Hist.: Q38095270 Status: Bescheid Stand der BDA-Liste: 2025-06-30 Name: Bürgerhaus, Teiblhof, Deiblhof, ehem. Stiftshof d. Klosters Rottal/Bayern GstNr.: .151 |
| ja    | Datei hochladen | Bürgerhaus, Gasthaus HERIS-ID: 11286 Objekt-ID: 7370                                                           | Hoher Markt 4 Standort KG: Krems                    | Das Gasthaus am Hohen Markt 4 wurde 1277 urkundlich als Lesehof von Stift St. Veit im Rottal genannt. Der Baukern ist gotisch. Die schlichte Fassade wurde nach 1967 geglättet. Im Inneren befindet sich ein Portal aus dem späten 15. Jahrhundert. Zu den weiteren Merkmalen zählen spätgotische Fenstergewände, Nischen und eine Balkendecke. | BDA-Hist.: Q38095225 Status: Bescheid Stand der BDA-Liste: 2025-06-30 Name: Bürgerhaus, Gasthaus GstNr.: .152 |
| ja    | Datei hochladen | Bürgerhaus HERIS-ID: 11285 Objekt-ID: 7369                                                                     | Hoher Markt 5 Standort KG: Krems                    | Das Bürgerhaus am Hohen Markt 5 verfügt über eine Neorenaissancefassade des späten 19. Jahrhunderts und einen Baukern des 15./16. Jahrhunderts. Seine geschnitzte und ornamental bemalte Holzdecke wurde um 1600 angefertigt. Neben dem Haus steht die barocke Statue eines Heiligen aus der Mitte des 18. Jahrhunderts. | BDA-Hist.: Q38095142 Status: Bescheid Stand der BDA-Liste: 2025-06-30 Name: Bürgerhaus GstNr.: .153 |
| ja    | Datei hochladen | Bürgerhaus HERIS-ID: 10998 Objekt-ID: 7067                                                                     | Hoher Markt 6 Standort KG: Krems                    | Das zwei- bis dreigeschoßige, im Kern gotische Bürgerhaus am Hohen Markt 6 ist auf ansteigendem Gelände erbaut. Es ist durch ein Walmdach gedeckt. Zum Hohen Markt kragt das Obergeschoß auf Konsolen vor. Auf reich profilierten Kragsteinen erhebt sich ein flacher Eckerker mit Eckquaderung. An den Kragsteinen sind Wappenschilde zu sehen. Im Inneren gibt es einen tonnengewölbten Flur und Kreuzgratgewölbe. Im Hof verläuft ein dreiachsiger Arkadengang mit toskanischen Säulchen. | BDA-Hist.: Q38087199 Status: Bescheid Stand der BDA-Liste: 2025-06-30 Name: Bürgerhaus GstNr.: .59 |
| ja    | Datei hochladen | Bürgerhaus, ehem. Burg HERIS-ID: 10999 Objekt-ID: 7068                                                         | Hoher Markt 7 Standort KG: Krems                    | Der spätgotische, an die Gozzoburg anschließende Bau am Hohen Markt 7 ist zweigeschoßig und dreiachsig, mit zurückspringender Seitenachse. Das Haus ist durch ein Doppelwalmdach gedeckt. Es weist Resten einer Quadermalerei aus dem 16. Jahrhundert (?) auf. | BDA-Hist.: Q38087216 Status: Bescheid Stand der BDA-Liste: 2025-06-30 Name: Bürgerhaus, ehem. Burg GstNr.: .60 |
| ja    | Datei hochladen | Gasthof Jell HERIS-ID: 11227 Objekt-ID: 7307                                                                   | Hoher Markt 8 Standort KG: Krems                    | Der im Süden des Platzes freistehende Gasthof Jell verfügt über einen Baukern aus dem 18. Jahrhundert und wurde später mehrfach umgebaut. Er ist durch ein Walmdach gedeckt. Sein abgetreppter Zwerchgiebel und sein Terrassenvorbau stammen aus dem zweiten Viertel des 20. Jahrhunderts. | BDA-Hist.: Q38092782 Status: Bescheid Stand der BDA-Liste: 2025-06-30 Name: Gasthof Jell GstNr.: .61, .62 |
| ja    | Datei hochladen | Bürgerhaus, ehem. Burg HERIS-ID: 11000 Objekt-ID: 7069                                                         | Hoher Markt 10 Standort KG: Krems                   | Das Bürgerhaus am Hohen Markt 10 ist dem östlichen Teil der Gozzoburg gegen den Platz hin vorgebaut. Sein Kern wird auf das 15. Jahrhundert datiert. Das dreigeschoßige Haus hat eine unregelmäßige Fensteraufteilung und einen Eckturm. | BDA-Hist.: Q38087226 Status: Bescheid Stand der BDA-Liste: 2025-06-30 Name: Bürgerhaus, ehem. Burg GstNr.: .63 Hoher Markt 10, Krems |
| ja    | Datei hochladen | Ehem. Stadtburg Gozzoburg HERIS-ID: 11001 Objekt-ID: 7070                                                      | Hoher Markt 11 Standort KG: Krems                   | Die Gozzoburg ist ein mehrteiliger mittelalterlicher Baukomplex am Rande des Steilabfalls zur Unteren Landstraße. In der zweiten Hälfte des 11. Jahrhunderts entstand hier ein Festes Haus, das im dritten Viertel des 13. Jahrhunderts von dem Bürger Gozzo ausgebaut wurde. | BDA-Hist.: Q1540600 Status: Bescheid Stand der BDA-Liste: 2025-06-30 Name: Ehem. Stadtburg Gozzoburg GstNr.: 43 Gozzoburg |
| ja    | Datei hochladen | Altes Rathaus HERIS-ID: 11002 Objekt-ID: 7071                                                                  | Hoher Markt 12 Standort KG: Krems                   | Das ehemalige Rathaus ist ein breitgelagerter, traufständiger Bau mit einem Kern aus dem 14./15. Jahrhundert. Die Fassade verfügt über eine Putzgliederung mit Lisenen, breite Gesimsbänder und Fensterumrahmungen aus der ersten Hälfte des 18. Jahrhunderts. Ins Innere führt eine breite, tonnengewölbte Einfahrt. Im Obergeschoß befindet sich eine stichkappentonnengewölbte Halle aus dem 16. Jahrhundert. | BDA-Hist.: Q38087235 Status: Bescheid Stand der BDA-Liste: 2025-06-30 Name: Altes Rathaus GstNr.: .77/1 |
| ja    | Datei hochladen | Wohnhaus HERIS-ID: 11277 Objekt-ID: 7360                                                                       | Hoher Markt 13 Standort KG: Krems                   | Das traufständige, sechsachsige Wohnhaus am Hohen Markt 13 wurde in der ersten Hälfte des 19. Jahrhunderts errichtet. Es verfügt über zwei Hofflügel und ist an der Bergseite durch eine übergiebelte Korbbogeneinfahrt zugänglich. Die schlichte Fassade ist im Erdgeschoß genutet. | BDA-Hist.: Q38094775 Status: Bescheid Stand der BDA-Liste: 2025-06-30 Name: Wohnhaus GstNr.: .79 |
| ja    | Datei hochladen | Umfriedung HERIS-ID: 11288 Objekt-ID: 7372                                                                     | Hoher Markt 18 Standort KG: Krems                   | | BDA-Hist.: Q38095319 Status: Bescheid Stand der BDA-Liste: 2025-06-30 Name: Umfriedung GstNr.: 27/4 |
| ja    | Datei hochladen | Paläolithstation Hundssteig (Krems-Wachtberg) HERIS-ID: 13389 Objekt-ID: 9568                                  | Hundssteig Standort KG: Krems                       | Am Hundssteig konnten altsteinzeitliche Funde dokumentiert werden. | BDA-Hist.: Q38177022 Status: Bescheid Stand der BDA-Liste: 2025-06-30 Name: Paläolithstation Hundssteig (Krems Wachtberg) GstNr.: 197/2, , 212/1, 212/2, 212/3, 212/4, 214/2, 215, 216/1, 217/1, 217/4 |
| ja    | Datei hochladen | Straubenhof, Chiemseer Hof HERIS-ID: 11003 Objekt-ID: 7072                                                     | Judengasse 3 Standort KG: Krems                     | Der ehemalige Chiemseer- oder Straubenhof ist ein zweigeschoßiger Bau des 17. Jahrhunderts um einen unregelmäßigen weiten Rechteckhof. Seine schlichte Fassadierung stammt aus der zweiten Hälfte des 19. Jahrhunderts. Sein erneuertes Holztor ist mit 1654 bezeichnet. Ins Innere führt eine Durchfahrtshalle mit Stichkappentonne. Darin ist ein mit 1654 bezeichnetes, reliefiertes Wappen des Bauherrn Bischof Rupertus eingemauert. | BDA-Hist.: Q38087255 Status: Bescheid Stand der BDA-Liste: 2025-06-30 Name: Straubenhof, Chiemseer Hof GstNr.: .246 |
| ja    | Datei hochladen | Ehem. Pionier- und Infanteriekaserne, Hauptgebäude, Objekt 1 / HTBLA für Mode HERIS-ID: 16980 Objekt-ID: 13248 | Kasernstraße 6-8 Standort KG: Krems                 | Die sogenannte Herbert-Kaserne ist eine ehemalige Infanterie- und Pionierkaserne, erbaut in den Jahren 1721–1723 von Jakob Prandtauer und Christian Oedtl und erweitert 1852–1853 unter Mitwirkung der k.k. Genietruppen. Sie war in Verwendung durch das österreichische Bundesheer bis Dezember 1974. | BDA-Hist.: Q37833430 Status: Bescheid Stand der BDA-Liste: 2025-06-30 Name: Ehem. Pionier- und Infanteriekaserne, Hauptgebäude, Objekt 1/ HTBLA für Mode GstNr.: .394 Herbert-Kaserne, Krems |
| ja    | Datei hochladen | Ehem. Pionier- und Infanteriekaserne, Speicher HERIS-ID: 16981 Objekt-ID: 13249                                | bei Kasernstraße 8 Standort KG: Krems               | Das Gebäude nördlich der Kasernstraße 14 diente einst als Speicher der Infanterie- und Pionierkaserne. | BDA-Hist.: Q37833441 Status: Bescheid Stand der BDA-Liste: 2025-06-30 Name: Ehem. Pionier- und Infanteriekaserne, Speicher GstNr.: .394 |
| ja    | Datei hochladen | Ehem. Pionier- und Infanteriekaserne, Wohn- und Werkstättengebäude (Objekt 7) HERIS-ID: 256603seit 2024        | Kasernstraße 14 Standort KG: Krems                  | Gebäude der ehemaligen Pionier- und Infanteriekaserne | BDA-Hist.: Q126122334 Status: Bescheid Stand der BDA-Liste: 2025-06-30 Name: Ehem. Pionier- und Infanteriekaserne, Wohn- und Werkstättengebäude (Objekt 7) GstNr.: .398/1 |
| ja    | Datei hochladen | Bürgerhaus HERIS-ID: 10917 Objekt-ID: 6983                                                                     | Kirchengasse 1 Standort KG: Krems                   | | BDA-Hist.: Q38085329 Status: Bescheid Stand der BDA-Liste: 2025-06-30 Name: Bürgerhaus GstNr.: .33 |
| ja    | Datei hochladen | Mariensäule HERIS-ID: 11165 Objekt-ID: 7241                                                                    | Körnermarkt Standort KG: Krems                      | Die 1688 errichtete Mariensäule in der Mitte des Körnermarktes wird Andreas Krimmer zugeschrieben. Sie hat einen hohen Sockel mit Eckfiguren der vier Erzengel, darauf ein reliefiertes Postament mit Heiligen des Dominikanerordens und eine bekrönende Statue der Maria mit Kind. | BDA-Hist.: Q38091153 Status: Bescheid Stand der BDA-Liste: 2025-06-30 Name: Mariensäule GstNr.: 3199/6 |
| ja    | Datei hochladen | Bezirkshauptmannschaft HERIS-ID: 11166 Objekt-ID: 7242                                                         | Körnermarkt 1 Standort KG: Krems                    | Das schlichte Gebäude der Bezirkshauptmannschaft wurde 1812 als Kreisamt errichtet. 1826 und 1837 wurde es aufgestockt. Im Hof befindet sich eine klassizistische Büste des Freiherrn Johann Chr. von Stiebar, die von Leopold Kiesling um 1825 geschaffen wurde. Anmerkung: Die Bezirkshauptmannschaft Krems-Land ist 2011 umgezogen. | BDA-Hist.: Q38091219 Status: Bescheid Stand der BDA-Liste: 2025-06-30 Name: Bezirkshauptmannschaft GstNr.: .11 |
| ja    | Datei hochladen | Bürgerhaus HERIS-ID: 11167 Objekt-ID: 7243                                                                     | Körnermarkt 3 Standort KG: Krems                    | Das dreigeschoßige Bürgerhaus am Körnermarkt 3 verfügt über ein Dachspeichergeschoß und ein Walmdach. Die Bausubstanz stammt zu einem großen Teil aus dem 15./16. Jahrhundert. Die Fassade ist schlicht und mit Rieselputz ausgestattet. Im Flur gibt es ein spätgotisches Schulterbogenportal. | BDA-Hist.: Q38091318 Status: Bescheid Stand der BDA-Liste: 2025-06-30 Name: Bürgerhaus GstNr.: .13 |
| ja    | Datei hochladen | Bürgerhaus HERIS-ID: 11004 Objekt-ID: 7073                                                                     | Körnermarkt 4 Standort KG: Krems                    | Das „Haus zu den vier Jahreszeiten“ am Körnermarkt 4 ist ein Doppelgiebelhaus mit einem Kern aus dem 16./17. Jahrhundert, das um 1765 umgebaut wurde. 1765 bis 1772 war es das Wohnhaus des Bildhauers Karl Höfer. Die vierachsige Rokokofassade verfügt über zierliche, von Vasen gekrönte Volutengiebel, die durch kannelierte Lisenen gegliedert sind. Im Erdgeschoß sind, vorgeblendet auf Volutenpostamenten, Statuetten und Laternen als Allegorien der vier Jahreszeiten zu sehen, die Karl Höfer zugeschrieben werden. Durch ein Flachbogenportal mit übereck gestellten Pilastern, Segmentbogenverdachung und bekrönender Flammenvase ist das Haus zugänglich. Die Türflügel sind mit Rokokodekor ausgeführt. An der Hausecke steht eine Statue des hl. Johannes Nepomuk aus der Zeit um 1765. Im Inneren gibt es gewölbte Flure und an der Hofseite Pfeilerarkaden. | BDA-Hist.: Q38087295 Status: Bescheid Stand der BDA-Liste: 2025-06-30 Name: Bürgerhaus GstNr.: .14 |
| ja    | Datei hochladen | Bürgerhaus HERIS-ID: 11168 Objekt-ID: 7244                                                                     | Körnermarkt 5 Standort KG: Krems                    | Das Bürgerhaus am Körnermarkt 5, vermutlich errichtet im späten 18. Jahrhundert, verfügt über ein Mansardenwalmdach und einen Volutengiebel. Die Fassade wurde späthistoristisch übergangen. | BDA-Hist.: Q38091341 Status: Bescheid Stand der BDA-Liste: 2025-06-30 Name: Bürgerhaus GstNr.: .356 |
| ja    | Datei hochladen | Bürgerhaus HERIS-ID: 11169 Objekt-ID: 7245                                                                     | Körnermarkt 6 Standort KG: Krems                    | | BDA-Hist.: Q38091352 Status: Bescheid Stand der BDA-Liste: 2025-06-30 Name: Bürgerhaus GstNr.: .357 |
| ja    | Datei hochladen | Bürgerhaus HERIS-ID: 11170 Objekt-ID: 7246                                                                     | Körnermarkt 7 Standort KG: Krems                    | Die ursprünglich zwei spätmittelalterlichen Häuser am Körnermarkt 7 wurden im 17. Jahrhundert zusammengelegt. Der Bau ist durch ein Doppelschopfdach gedeckt. Die Fassade weist eine Sgraffitoquaderung auf und ist mit 1612 bezeichnet. In der linken Hälfte kragt das Obergeschoß dreibogig auf Kragsteinen vor. | BDA-Hist.: Q38091375 Status: Bescheid Stand der BDA-Liste: 2025-06-30 Name: Bürgerhaus GstNr.: .358/1 |
| ja    | Datei hochladen | Bürgerhaus HERIS-ID: 11171 Objekt-ID: 7247                                                                     | Körnermarkt 8 Standort KG: Krems                    | Das ehemalige Mesnerhaus am Körnermarkt 8 ist durch ein Schopfwalmdach gedeckt. Es hat eine schmale, zweiachsige und dreigeschoßige Fassade. 1734 bis 1746 wohnte darin der Stuckateur Leopold Michael Perger, dem der Stuckdekor und die Fassadenreliefs zugeschrieben werden. Darauf dargestellt sind die Apotheose des hl. Johannes Nepomuk mit allegorischen Frauengestalten und Medaillons mit Büsten. Eine Stuckdecke im Inneren zeigt eine Darstellung von Christus auf dem Weg nach Emmaus. | BDA-Hist.: Q38091385 Status: Bescheid Stand der BDA-Liste: 2025-06-30 Name: Bürgerhaus GstNr.: .359 Mesnerhaus (Krems an der Donau) |
| ja    | Datei hochladen | Gasthaus Zum Kaiser von Österreich HERIS-ID: 11172 Objekt-ID: 7248                                             | Körnermarkt 9 Standort KG: Krems                    | Das giebelständige Gasthaus „Zum Kaiser von Österreich“ am Körnermarkt 9 ist durch ein Schopfwalmdach gedeckt. Der dreigeschoßige, repräsentative Bau mit Dachspeichergeschoß hat einen Kern aus dem 17. Jahrhundert. Die Fassade wurde Mitte des 18. Jahrhunderts gestaltet. Die Obergeschoße verfügen über eine Gliederung durch Riesenpilaster und zarten Stuckdekor. | BDA-Hist.: Q38091396 Status: Bescheid Stand der BDA-Liste: 2025-06-30 Name: Gasthaus Zum Kaiser von Österreich GstNr.: .360, 733 |
| ja    | Datei hochladen | Miethaus HERIS-ID: 11173 Objekt-ID: 7249                                                                       | Körnermarkt 10 Standort KG: Krems                   | Das Miethaus am Körnermarkt 10 hat eine traufständige Biedermeierfront mit genutetem Erdgeschoß. Im ersten Obergeschoß sind Fensterlunetten mit Reliefdekor zu sehen. | BDA-Hist.: Q38091410 Status: Bescheid Stand der BDA-Liste: 2025-06-30 Name: Miethaus GstNr.: .361 |
| ja    | Datei hochladen | Bürgerhaus HERIS-ID: 11174 Objekt-ID: 7250                                                                     | Körnermarkt 11 Standort KG: Krems                   | Das langgestreckte Bürgerhaus am Körnermarkt 11 hat eine traufständige Biedermeierfront mit genutetem Erdgeschoß und frühhistoristischem Terrakottadekor. Es stammt im Kern aus dem 17. Jahrhundert. Der Flur ist stichkappentonnengewölbt. | BDA-Hist.: Q38091431 Status: Bescheid Stand der BDA-Liste: 2025-06-30 Name: Bürgerhaus GstNr.: .362 |
| ja    | Datei hochladen | Bürgerhaus HERIS-ID: 11175 Objekt-ID: 7251                                                                     | Körnermarkt 12 Standort KG: Krems                   | Das ehemalige Prioriratshaus der Dominikaner am Körnermarkt 12 hat einen Baukern aus dem 16./17. Jahrhundert und eine leicht gekrümmte Front. | BDA-Hist.: Q38091456 Status: Bescheid Stand der BDA-Liste: 2025-06-30 Name: Bürgerhaus GstNr.: .363 |
| ja    | Datei hochladen | Verwaltungs-/Bürogebäude HERIS-ID: 11176 Objekt-ID: 7252                                                       | Körnermarkt 13a Standort KG: Krems                  | Das Verwaltungs- und Bürogebäude am Körnermarkt 13a wurde als Teil des Westtrakts des ehemaligen Dominikanerklosters errichtet. | BDA-Hist.: Q38091466 Status: Bescheid Stand der BDA-Liste: 2025-06-30 Name: Verwaltungs-/Bürogebäude GstNr.: .10/4 |
| ja    | Datei hochladen | ehem. Dominikanerkirche und Kloster/Museum HERIS-ID: 11007 Objekt-ID: 7076                                     | Körnermarkt 14 Standort KG: Krems                   | Die ehemalige frühgotischen Kirche und das nördlich anschließende, barock umgebaute Kloster der Dominikaner gehen auf eine Gründung durch Dompropst Heinrich von Passau im Jahre 1236 zurück. Der Komplex ist um einen trapezförmigen Hof angelegt, in dem Reste eines frühgotischen Kreuzgangs erhalten sind. In der Reformationszeit wurde die Anlage profaniert, 1569 bzw. 1586 wiederhergestellt und 1785 säkularisiert. Das Stadtmuseum museumkrems ist in einem Teil des ehemaligen Klostergebäudes untergebracht. Die Dominikanerkirche Krems wird von der Landesgalerie für zeitgenössische Kunst für temporäre Ausstellungen genutzt. | BDA-Hist.: Q20794990 Status: Bescheid Stand der BDA-Liste: 2025-06-30 Name: ehem. Dominikanerkirche und Kloster/Museum GstNr.: .9/3 Dominikanerkirche Krems |
| ja    | Datei hochladen | Mariahilf-Kapelle HERIS-ID: 64839 Objekt-ID: 77604                                                             | bei Kremstalstraße 67 Standort KG: Krems            | Die Mariahilf-Kapelle wurde von Josef Utz dem Älteren um 1862 erbaut. Der kleine neugotische Kapellenbau hat ein quadratisches Langhaus, ein Westtürmchen über der Portalvorhalle und einen eingezogenen, polygonalen Chor mit Maßwerkfenstern. Der Turm wird von einem kreuzblumen- und krabbenbesetzten Helm bekrönt. Der Innenraum verfügt über ein Sternrippengewölbe, Glasmalereien mit Evangelistendarstellungen, neugotische Bänke sowie über einen neugotischen Kielbogenaltar mit seitlichen Baldachinen und einer Statue der Maria mit Kind, die von den Heiligen Petrus und Paulus flankiert wird. | BDA-Hist.: Q38108402 Status: § 2a Stand der BDA-Liste: 2025-06-30 Name: Mariahilf-Kapelle GstNr.: .522 Mariahilf-Kapelle (Krems an der Donau) |
| ja    | Datei hochladen | Jesuitenmühle HERIS-ID: 34270 Objekt-ID: 32344                                                                 | Kremstalstraße 95 Standort KG: Krems                | Der mehrteilige Baukomplex in der Kremstalstraße 95 wurde 1570 urkundlich erwähnt und 1684 von den Jesuiten erworben. Das zweigeschoßige Wohnhaus aus dem 17./18. Jahrhundert verfügt über ein Schopfwalmdach und einen seitlichen Dachreiter mit Zwiebelhelm. Es hat eine schlichte Fassade mit Kordonband, Eckquaderung und profilierten Fensterumrahmungen mit geraden Verdachungen. Eine Stuckspiegeldecke im Obergeschoß wurde im 18. Jahrhundert angefertigt. Westlich schließt an das Wohnhaus ein dreigeschoßiges Wirtschaftsgebäude an, das 1985 als Miethaus adaptiert wurde. | BDA-Hist.: Q37957075 Status: Bescheid Stand der BDA-Liste: 2025-06-30 Name: Jesuitenmühle GstNr.: .550/1 |
| ja    | Datei hochladen | Schlachthof HERIS-ID: 50085 Objekt-ID: 54670                                                                   | Langenloiser Straße 5 Standort KG: Krems            | Das ehemalige Schlachthaus, errichtet 1858–1861 von Josef Utz dem Älteren, ist eine eingeschoßige, dreiflügelige Anlage um einen quadratischen Hof. Ihre Straßentrakte sind übergiebelt. Die Hoffassade ist durch spätbiedermeierliche Putzgesimse und Lisenen gegliedert. Die Mittelachse ist durch einen Attikaaufsatz betont. Am Gebäude sind Reste einer gemalten Ziegelimitation erkennbar. An der Fassade zur Krems sind Fenster mit Stichbogenverdachungen zu sehen. | BDA-Hist.: Q38037905 Status: Bescheid Stand der BDA-Liste: 2025-06-30 Name: Schlachthof GstNr.: .486 |
| ja    | Datei hochladen | Wohnhaus, ehem. Mühle HERIS-ID: 11380 Objekt-ID: 7467                                                          | Lederergasse 8 Standort KG: Krems                   | Die ehemalige Mühle in der Lederergasse 8 stammt im Kern aus dem 16./17. Jahrhundert. Das zweigeschoßige Gebäude erhebt sich über einem hakenförmigen Grundriss. Zur Krems hin hat es eine achtachsige Front. Ein Flügel verfügt über eine tonnengewölbte Durchfahrt. | BDA-Hist.: Q38098909 Status: Bescheid Stand der BDA-Liste: 2025-06-30 Name: Wohnhaus, ehem. Mühle GstNr.: .497/2, .497/6 |
| ja    | Datei hochladen | Wohnhaus HERIS-ID: 11381 Objekt-ID: 7468                                                                       | Lederergasse 11 Standort KG: Krems                  | Das Haus Nummer 11 zählt zum älteren Baubestand der Lederergasse. | BDA-Hist.: Q38098948 Status: Bescheid Stand der BDA-Liste: 2025-06-30 Name: Wohnhaus GstNr.: .497/1 |
| ja    | Datei hochladen | Bürgerhaus HERIS-ID: 11382 Objekt-ID: 7469                                                                     | Lederergasse 13 Standort KG: Krems                  | Der Straßentrakt des Hauses in der Lederergasse 13 stammt im Kern aus dem 16. Jahrhundert. Im Obergeschoß sind Fensterumrahmungen in barocken Formen zu sehen. In einer Figurennische steht eine Statue der Maria mit Kind aus der Zeit um 1700. Das Haus ist durch ein breites Rundbogenportal und eine tonnengewölbte Durchfahrt zugänglich. Am nördlichen Hofflügel verläuft ein Obergeschoßgang auf Kragsteinen. | BDA-Hist.: Q38098987 Status: Bescheid Stand der BDA-Liste: 2025-06-30 Name: Bürgerhaus GstNr.: .498/2 |
| ja    | Datei hochladen | Bürgerhaus HERIS-ID: 10970 Objekt-ID: 7039                                                                     | Lederergasse 17 Standort KG: Krems                  | Die Fassade des Bürgerhauses in der Lederergasse 17 stammt aus dem zweiten Viertel des 17. Jahrhunderts. Es verfügt über einen flachen Mittelrisalit und eine platzlgewölbte Durchfahrt. | BDA-Hist.: Q38086646 Status: Bescheid Stand der BDA-Liste: 2025-06-30 Name: Bürgerhaus GstNr.: .500 |
| ja    | Datei hochladen | Bürgerhaus HERIS-ID: 11383 Objekt-ID: 7470                                                                     | Lederergasse 21 Standort KG: Krems                  | Der Zwerchhof in der Lederergasse 21 stammt im Kern aus dem 16. Jahrhundert. Er verfügt über eine tonnengewölbte Durchfahrt. | BDA-Hist.: Q38099030 Status: Bescheid Stand der BDA-Liste: 2025-06-30 Name: Bürgerhaus GstNr.: .503 |
| ja    | Datei hochladen | Wohnhaus HERIS-ID: 11384 Objekt-ID: 7471                                                                       | Lederergasse 23 Standort KG: Krems                  | Das aus dem 16. Jahrhundert stammende Haus in der Lederergasse 23 hat einen Schopfwalmgiebel und ein vorkragendes Obergeschoß. | BDA-Hist.: Q38099090 Status: Bescheid Stand der BDA-Liste: 2025-06-30 Name: Wohnhaus GstNr.: .504/1 |
| ja    | Datei hochladen | Wohnhaus, Ansitz HERIS-ID: 11385 Objekt-ID: 7472                                                               | Lederergasse 27 Standort KG: Krems                  | Das freistehende, zweigeschoßige Wohnhaus in der Lederergasse 27 Verfügt über eine Tormauer und einen Flügel zur Felswand. Es ist durch ein Mansardenwalmdach gedeckt. Seine klassizistische Obergeschoßgliederung ist schlicht. Über dem Kordongesims sind eingestufte Fensterfelder aus der Zeit um 1800 zu sehen. | BDA-Hist.: Q38099110 Status: Bescheid Stand der BDA-Liste: 2025-06-30 Name: Wohnhaus, Ansitz GstNr.: .507/1 |
| ja    | Datei hochladen | Industriemühle, Wohnhaus HERIS-ID: 11402 Objekt-ID: 7492                                                       | Lederergasse 28 Standort KG: Krems                  | Das ehemalige Mühlengebäude (?) in der Lederergasse 28 ist ein freistehender, dreigeschoßiger Bau mit Schopfwalm, späthistoristischer Fassade und einem Baukern aus dem 17./18. Jahrhundert. | BDA-Hist.: Q38099626 Status: Bescheid Stand der BDA-Liste: 2025-06-30 Name: Industriemühle, Wohnhaus GstNr.: 3086/1 |
| ja    | Datei hochladen | Bürgerhaus HERIS-ID: 11037 Objekt-ID: 7106                                                                     | Margarethenstraße 4 Standort KG: Krems              | Das Gebäude in der Margarethenstraße 4 ist eine tiefe, zwei- bis dreigeschoßige Bürgerhausanlage des 16./17. Jahrhunderts, mit leicht gekrümmter Fassade, kleinen Dachspeicherfenstern und Doppelwalmdach. Im Hof befinden sich vierseitige Obergeschoßarkaden des 16. Jahrhunderts, die an drei Seiten auf abgefasten Pfeilern ruhen. Im Obergeschoß befindet sich eine platzlgewölbte Halle aus dem 18. Jahrhundert. | BDA-Hist.: Q38087975 Status: Bescheid Stand der BDA-Liste: 2025-06-30 Name: Bürgerhaus GstNr.: .70 |
| ja    | Datei hochladen | Bürgerhaus HERIS-ID: 11008 Objekt-ID: 7077                                                                     | Margarethenstraße 6 Standort KG: Krems              | Das zwei- bis dreigeschoßige Bürgerhaus in der Margarethenstraße 6 stammt im Kern aus dem 15./16. Jahrhundert. Es hat ein breites Schopfwalmdach, eine schlichte gekrümmte Fassade und einen Breiterker auf profilierten Kragsteinen. | BDA-Hist.: Q38087345 Status: Bescheid Stand der BDA-Liste: 2025-06-30 Name: Bürgerhaus GstNr.: .69 |
| ja    | Datei hochladen | Bürgerhaus HERIS-ID: 11009 Objekt-ID: 7078                                                                     | Margarethenstraße 7 Standort KG: Krems              | Das dreigeschoßige Bürgerhaus in der Margarethenstraße 7 stammt im Kern aus dem 15./16. Jahrhundert. Es hat ein Speichergeschoß und eine Stirnmauer und ist durch ein spätgotisch profiliertes Rundbogenportal zugänglich. An einem eingemauerten Stein ist das Christusmonogramm in Glorie aus der Zeit um 1500 mit einer Inschrift zu sehen. Innen befindet sich ein Raum mit Wandmalereien aus der Mitte des 16. Jahrhunderts, die 1974 freigelegt wurden. Ein breites Tafelfeld zeigt die Darstellung einer Bärenjagd und eine Tanzszene sowie an Wandpfeilern die Figur eines Harlekins in einem illusionistischen Tor. | BDA-Hist.: Q38087403 Status: Bescheid Stand der BDA-Liste: 2025-06-30 Name: Bürgerhaus GstNr.: .75 |
| ja    | Datei hochladen | Bürgerhaus HERIS-ID: 11010 Objekt-ID: 7079                                                                     | Margarethenstraße 8 Standort KG: Krems              | Das Bürgerhaus in der Margarethenstraße 8 stammt im Kern aus dem 15./16. Jahrhundert. Es verfügt über mehrere Tonnengewölbe, spätgotische Baudetails und eine schlichte Rieselputzfassade. | BDA-Hist.: Q38087422 Status: Bescheid Stand der BDA-Liste: 2025-06-30 Name: Bürgerhaus GstNr.: .68 |
| ja    | Datei hochladen | Bürgerhaus HERIS-ID: 11011 Objekt-ID: 7080                                                                     | Margarethenstraße 9 Standort KG: Krems              | Das zweigeschoßige Haus in der Margarethenstraße 9 stammt im Kern aus dem 15./der ersten Hälfte des 16. Jahrhunderts. Es verfügt über ein Speichergeschoß und ein Doppelschopfdach. Die Stirnmauer ist mit Rundbogenzinnen aus dem späten 16. Jahrhundert bewehrt. Ein schmales Rundbogenportal führt ins Innere. An der Außenfront ist ein Breiterker mit spätgotisch profilierten Fenstergewänden zu sehen. Der Erdgeschoßflur ist durch eine Steiltonne des 15. Jahrhunderts gewölbt. | BDA-Hist.: Q38087458 Status: Bescheid Stand der BDA-Liste: 2025-06-30 Name: Bürgerhaus GstNr.: .76 |
| ja    | Datei hochladen | Bürgerhaus HERIS-ID: 11036 Objekt-ID: 7105                                                                     | Margarethenstraße 10 Standort KG: Krems             | Das im Kern spätgotische, dreigeschoßige Bürgerhaus in der Margarethenstraße 10 hat ein Schopfwalmdach, eine Stirnmauer und eine schlichte zweiachsige Fassade. Im Inneren sind gotische Baudetails zu sehen. | BDA-Hist.: Q38087948 Status: Bescheid Stand der BDA-Liste: 2025-06-30 Name: Bürgerhaus GstNr.: .67 |
| ja    | Datei hochladen | Wohnhaus HERIS-ID: 11012 Objekt-ID: 7081                                                                       | Margarethenstraße 12 Standort KG: Krems             | Das Wohnhaus in der Margarethenstraße 12 wurde 1962 errichtet. Die Frontmauer des um 1600 errichteten Vorgängerbaus wurde beibehalten. Diese hat eine Eckquaderung, einen dreiachsigen Breiterker auf Kragsteinen und eine Rundbogenportal mit Rustikaumrahmung. Inschriften zeigen die Jahreszahlen 1352 und 1799. | BDA-Hist.: Q38087482 Status: Bescheid Stand der BDA-Liste: 2025-06-30 Name: Wohnhaus GstNr.: .66 |
| ja    | Datei hochladen | Evang. Pfarrkirche A.B. u. H.B., Heiland-Kirche HERIS-ID: 16990 Objekt-ID: 13259                               | Martin-Luther-Platz 1 Standort KG: Krems            | Die Heilandskirche verfügt über einen achteckigen Zentralbau mit Dachreiter über einer leicht geschwungenen Kuppel. Sie ist ein Frühwerk von Otto Bartning. | BDA-Hist.: Q1439968 Status: § 2a Stand der BDA-Liste: 2025-06-30 Name: Evang. Pfarrkirche A.B., Martin-Luther-Kirche GstNr.: 3158/47 Heilandskirche, Krems |
| ja    | Datei hochladen | Evangelisches Pfarrhaus HERIS-ID: 16991 Objekt-ID: 13260                                                       | Martin-Luther-Platz 3 Standort KG: Krems            | Das Pfarrhaus und der Gemeindesaal wurde gemeinsam mit der Kirche nach Plänen von Otto Bartning errichtet. | BDA-Hist.: Q37833494 Status: § 2a Stand der BDA-Liste: 2025-06-30 Name: Evangelisches Pfarrhaus GstNr.: 3158/47 |
| ja    | Datei hochladen | Villa mit Einfriedungsmauer HERIS-ID: 244302seit 2022                                                          | Mölkergasse 42 Standort KG: Krems                   | Der späthistoristische Bau, als herrschaftliche Villa angelegt, ist reich gegliedert. Er verfügt über einen Giebelrisalit, einen Eckturm und eine Veranda mit altdeutschen Motiven. Zu den weiteren Merkmalen zählen secessionistischer Dekor, ein Majolika-Tondo über dem gekuppelten Balkonfenster sowie ein Portal und Gitter in Formen des Jugendstils. | BDA-Hist.: Q112899103 Status: § 57-Mandatsbescheid Stand der BDA-Liste: 2025-06-30 Name: Villa mit Einfriedungsmauer GstNr.: .883 |
| ja    | Datei hochladen | Simandlbrunnen HERIS-ID: 11220 Objekt-ID: 7300                                                                 | Moserplatz Standort KG: Krems                       | Der Simandlbrunnen verfügt über eine mit Franz Zelezny 1929 bezeichnete Zweifigurengruppe. | BDA-Hist.: Q38092668 Status: Bescheid Stand der BDA-Liste: 2025-06-30 Name: Simandlbrunnen GstNr.: 3199/44 Simandlbrunnen Krems |
| ja    | Datei hochladen | Wohnhaus, ehem. Wirtschaftstrakt HERIS-ID: 90989 Objekt-ID: 105699                                             | Neutaugasse 2a Standort KG: Krems                   | Anmerkung: Pz. Nr ? | BDA-Hist.: Q37750759 Status: Bescheid Stand der BDA-Liste: 2025-06-30 Name: Wohnhaus, ehem. Wirtschaftstrakt GstNr.: .212/1 |
| ja    | Datei hochladen | Bürgerhaus HERIS-ID: 11178 Objekt-ID: 7254                                                                     | Neutaugasse 4 Standort KG: Krems                    | Das Bürgerhaus in der Neutaugasse 4 ist ein breitgelagerter, zweigeschoßiger Bau mit einem mit 1575 bezeichneten Rundbogenportal, einem Portal mit rechteckiger Oberlichte und einer segmentbogigen Dachspeicheröffnung. | BDA-Hist.: Q38091524 Status: Bescheid Stand der BDA-Liste: 2025-06-30 Name: Bürgerhaus GstNr.: .255/1 |
| ja    | Datei hochladen | Fabriksgebäude HERIS-ID: 11177 Objekt-ID: 7253                                                                 | Neutaugasse 5 Standort KG: Krems                    | | BDA-Hist.: Q38091478 Status: Bescheid Stand der BDA-Liste: 2025-06-30 Name: Fabriksgebäude GstNr.: .256 |
| ja    | Datei hochladen | Bürgerhaus, Göglhaus HERIS-ID: 11027 Objekt-ID: 7096                                                           | Obere Landstraße 1 Standort KG: Krems               | Das Göglhaus ist eine mächtige Bürgerhausanlage des 15./16. Jahrhunderts, mit achtseitigem Haupttrakt zur Oberen Landstraße und einer neunachsigen geknickten Front zum Täglichen Mark. Der Bau hat drei Geschoße und ist zur Landstraße hin orientiert. Er ist durch Schopfwalmdächer mit Stirnmauer gedeckt. | BDA-Hist.: Q38087747 Status: Bescheid Stand der BDA-Liste: 2025-06-30 Name: Bürgerhaus, Göglhaus GstNr.: .214 Göglhaus |
| ja    | Datei hochladen | Bürgerhaus, Mohrenapotheke HERIS-ID: 10912 Objekt-ID: 6978                                                     | Obere Landstraße 2 Standort KG: Krems               | Die Mohrenapotheke ist ein dreigeschoßiger Bau mit Attikageschoß und einem Kern aus den Jahren 1532/1534. Der Bau wurde im 18. Jahrhundert und 1883 fassadiert. 1956 wurden die Fenster- und Türgewände im Erdgeschoß erneuert. Die Fronten zur Landstraße und zur Marktgasse haben eine Gliederung durch Riesenpilaster, rundbogige Fensterverdachungen und stuckierte Parapetfelder aus dem dritten Viertel des 18. Jahrhunderts. In der Attikazone ist ein Freskenband von Gustav Steinschorn zu sehen. Die Front gegen den Pfarrplatz weist eine schlichte Gliederung aus dem dritten Viertel des 19. Jahrhunderts auf sowie die Bauinschrift Wolfgang Kappler 1532. Die Kopie einer Statue des personifizierten Sommers ist mit 1573 bezeichnet. Das Original dieser Statue steht im Stadtmuseum. Auf einem Relief ist ein Wilder Mann mit Turban und Krummsäbel und einem Wappenschild aus dem zweiten Viertel des 16. Jahrhunderts abgebildet. Das Erdgeschoß ist stichkappentonnengewölbt. Am Platzlgewölbe der Apotheke befindet sich ein Fresko von Martin Johann Schmidt aus dem Jahr 1756 (?), auf dem die Verherrlichung der Pharmazie und die vier Elemente abgebildet sind. | BDA-Hist.: Q38085142 Status: Bescheid Stand der BDA-Liste: 2025-06-30 Name: Bürgerhaus, Mohrenapotheke GstNr.: .35 |
| ja    | Datei hochladen | Bürgerhaus, Kleeweinhof; Adlerapotheke HERIS-ID: 10913 Objekt-ID: 6979                                         | Obere Landstraße 3 Standort KG: Krems               | Das als Kleeweinhof oder Adlerapotheke benannte Gebäude in der Oberen Landstraße 3 ist eine Bürgerhausanlage mit einem Baukern aus der zweiten Hälfte des 15. und dem 16. Jahrhundert. 1886 wurde es umgebaut und mit einer historistischen Fassade versehen. An der Westseite erhebt sich auf Konsolen ein Breiterker aus der ersten Hälfte des 16. Jahrhunderts. Ein dreigeschoßiger Arkadenhof, zu Dachsberggasse offen, ist in der Südostecke an einem Portal mit 1481 bezeichnet. | BDA-Hist.: Q38085164 Status: Bescheid Stand der BDA-Liste: 2025-06-30 Name: Bürgerhaus, Kleeweinhof; Adlerapotheke GstNr.: .215 |
| ja    | Datei hochladen | Rathaus HERIS-ID: 10914 Objekt-ID: 6980                                                                        | Obere Landstraße 4 Standort KG: Krems               | Das Rathaus ist ein lang gestreckter Bau, im Kern aus dem 15. Jahrhundert, der 1452 aus mehreren Einzelbauten zusammengezogen wurde. Nach Umbauten in den Jahren 1548 bis 1552 erfolgte 1782 eine Barockisierung und 1952 eine Erweiterung. | BDA-Hist.: Q2132459 Status: Bescheid Stand der BDA-Liste: 2025-06-30 Name: Rathaus GstNr.: .34 Rathaus Krems an der Donau |
| ja    | Datei hochladen | Bürgerspitalskirche hll. Philipp und Jakob HERIS-ID: 10915 Objekt-ID: 6981                                     | Obere Landstraße 5 Standort KG: Krems               | Die 1470 errichtete und mit dem ehemaligen Bürgerspital verbundene Spitalskirche hll. Philipp und Jakob ist ein spätgotischer Rechteckbau mit abgeschrägter Nordostecke. Die Nordseite ist mit symmetrischer Fassadenkomposition als Schaufront gestaltet. Im Westen erhebt sich ein sechseckiger Dachreiter mit Steinhelm. | BDA-Hist.: Q1021480 Status: Bescheid Stand der BDA-Liste: 2025-06-30 Name: Bürgerspitalskirche hll. Philipp und Jakob GstNr.: .216/1 Bürgerspitalkirche (Krems) |
| ja    | Datei hochladen | Ehem. Bürgerspital HERIS-ID: 10916 Objekt-ID: 6982                                                             | Obere Landstraße 5 Standort KG: Krems               | Das ehemalige Spitalsgebäude ist ein drei-bis viergeschoßiger Komplex, der um einen annähernd quadratischen Hof angelegt ist. Die schlichte Fassade wurde beim Umbau 1970 gestaltet. Innen befindet sich unter anderem eine zweischiffige spätgotische Halle mit spitzbogigen Kreuzgratgewölben auf gedrungenen Achtseitpfeilern. | BDA-Hist.: Q38085268 Status: Bescheid Stand der BDA-Liste: 2025-06-30 Name: Ehem. Bürgerspital GstNr.: .216/2, .216/3 |
| ja    | Datei hochladen | Bürgerhaus HERIS-ID: 10918 Objekt-ID: 6984                                                                     | Obere Landstraße 7 Standort KG: Krems               | Das spätbarocke, um 1805 erneuerte Bürgerhaus Obere Landstraße 7 verfügt über Obergeschoße mit Riesenpilastergliederung und stuckierten Fensterumrahmungen. | BDA-Hist.: Q38085401 Status: Bescheid Stand der BDA-Liste: 2025-06-30 Name: Bürgerhaus GstNr.: .217 |
| ja    | Datei hochladen | Bürgerhaus HERIS-ID: 7395 Objekt-ID: 3328                                                                      | Obere Landstraße 8 Standort KG: Krems               | Das Bürgerhaus Obere Landstraße 8 ist ein dreigeschoßiges, sechsachsiges Gebäude aus dem dritten Viertel des 18. Jahrhunderts. Sein Hinterhaus wurde im 19. Jahrhundert umgebaut. Die Fassade ist durch komposite Riesenpilaster und Gebälk gegliedert. Das Hauptportal verfügt über einen volutenbekrönten Korbbogen mit zwei Putten als Jahreszeitenallegorien. Die Front zur Schlüsselamtsgasse zeigt Seitenrisalite und eine Gliederung durch Doppellisenen, die in der ersten Hälfte des 19. Jahrhunderts gestaltet wurde. | BDA-Hist.: Q37960465 Status: Bescheid Stand der BDA-Liste: 2025-06-30 Name: Bürgerhaus GstNr.: .32 |
| ja    | Datei hochladen | Bürgerhaus HERIS-ID: 7297 Objekt-ID: 3219                                                                      | Obere Landstraße 9 Standort KG: Krems               | Das Bürgerhaus Obere Landstraße 9 hat eine schlichte frühklassizistische Fassade aus der Zeit um 1800. | BDA-Hist.: Q37956871 Status: Bescheid Stand der BDA-Liste: 2025-06-30 Name: Bürgerhaus GstNr.: .218 |
| ja    | Datei hochladen | Bürgerhaus HERIS-ID: 10919 Objekt-ID: 6985                                                                     | Obere Landstraße 11 Standort KG: Krems              | Das im Kern aus dem 16. Jahrhundert stammende Bürgerhaus Obere Landstraße 11 wurde um 1980 umgebaut und neu fassadiert. Im zweiten Obergeschoß befindet sich eine Stuckdecke mit dichtem Bandlwerkstuck aus der Zeit um 1730 mit Reliefs. In der Mitte ist das Urteil Salomonis abgebildet und an den Ecken Allegorien der vier Jahreszeiten. | BDA-Hist.: Q38085458 Status: Bescheid Stand der BDA-Liste: 2025-06-30 Name: Bürgerhaus GstNr.: .219 |
| ja    | Datei hochladen | Bürgerhaus HERIS-ID: 10923 Objekt-ID: 6991                                                                     | Obere Landstraße 12 Standort KG: Krems              | Das Bürgerhaus Obere Landstraße 12 ist ein dreieinhalbgeschoßiger, siebenachsiger Bau mit Blendattika und Zwerchgiebeldach, im Kern aus der Zeit um 1600 stammend und Mitte des 18. Jahrhunderts fassadiert. Um 1866 wurde die Fassade überarbeitet. Der dreiachsige Mittelrisalit hat im Attikabereich einen Dreieckgiebel. Im Giebelfeld ist ein Fresko von 1925 zu sehen, auf dem die Erfindung der Druckerei dargestellt ist. Die Fassadierung zur Josef-Faber-Gasse wurde Ende des 19. Jahrhunderts geschaffen. Innen liegt ein kreuzgratgewölbter Steinflur mit angeputzten Bändern, der zum Baukern aus der Zeit 1600 gehört. | BDA-Hist.: Q38085541 Status: Bescheid Stand der BDA-Liste: 2025-06-30 Name: Bürgerhaus GstNr.: .30 |
| ja    | Datei hochladen | Bürgerhaus HERIS-ID: 11035 Objekt-ID: 7104                                                                     | Obere Landstraße 14 Standort KG: Krems              | Das Haus Obere Landstraße 14 wurde unter Beibehaltung der spätbiedermeierlichen Fassade neu erbaut. | BDA-Hist.: Q38087921 Status: Bescheid Stand der BDA-Liste: 2025-06-30 Name: Bürgerhaus GstNr.: .29 |
| ja    | Datei hochladen | Wohn- und Geschäftshaus HERIS-ID: 10925 Objekt-ID: 6993                                                        | Obere Landstraße 16 Standort KG: Krems              | Das Wohn- und Geschäftshaus Obere Landstraße 16/Dominikanerplatz 3 ist ein dreigeschoßiger, breitgelagerter Bau mit einer hohen Blendmauer vor dem Dachspeichergeschoß, der durch ein Grabendach mit drei Schopfwalmgiebeln gedeckt ist. Es wurde aus mehreren Althäusern mit Baukernen aus dem 15./16. Jahrhundert zusammengezogen und um 1800 fassadiert, historistisch ergänzt und erneuert. | BDA-Hist.: Q38085564 Status: Bescheid Stand der BDA-Liste: 2025-06-30 Name: Wohn- und Geschäftshaus GstNr.: .28 |
| ja    | Datei hochladen | Bürgerhaus HERIS-ID: 10926 Objekt-ID: 6994                                                                     | Obere Landstraße 17 Standort KG: Krems              | Das Bürgerhaus Obere Landstraße 17 ist ein Eckhaus im Heimatstil, das 1910 von Gustav Bamberger erbaut wurde. Es verfügt über einen runden Eckerker, Schopfwalmgiebel und ein Rokokosteckschild. | BDA-Hist.: Q38085579 Status: Bescheid Stand der BDA-Liste: 2025-06-30 Name: Bürgerhaus GstNr.: .223/1 |
| ja    | Datei hochladen | Bürgerhaus HERIS-ID: 11180 Objekt-ID: 7256                                                                     | Obere Landstraße 18 Standort KG: Krems              | | BDA-Hist.: Q38091547 Status: Bescheid Stand der BDA-Liste: 2025-06-30 Name: Bürgerhaus GstNr.: .27 |
| ja    | Datei hochladen | Hotel Zur weißen Rose HERIS-ID: 10927 Objekt-ID: 6995                                                          | Obere Landstraße 19 Standort KG: Krems              | Das ehemalige Hotel Zur weißen Rose verfügt über eine neobarocke Fassade aus der Zeit um 1910. Anmerkung: Bankfiliale der Bank Austria | BDA-Hist.: Q38085597 Status: Bescheid Stand der BDA-Liste: 2025-06-30 Name: Hotel Zur weißen Rose GstNr.: .224 |
| ja    | Datei hochladen | Bürgerhaus HERIS-ID: 10928 Objekt-ID: 6996                                                                     | Obere Landstraße 20 Standort KG: Krems              | Das vierachsige Bürgerhaus Obere Landstraße 20 verfügt über ein Schopfwalmdach und eine Blendmauer. Es stammt im Kern aus der Zeit um 1600. Die zweigeschoßige Obergeschoßfassade ist durch Riesenpilaster und geschweifte Fensterverdachungen gekennzeichnet, die in der zweiten Hälfte des 18. Jahrhunderts geschaffen wurden. | BDA-Hist.: Q38085627 Status: Bescheid Stand der BDA-Liste: 2025-06-30 Name: Bürgerhaus GstNr.: .26 |
| ja    | Datei hochladen | Klosterneuburgerhof, Schindlerhof HERIS-ID: 10929 Objekt-ID: 6997                                              | Obere Landstraße 21 Standort KG: Krems              | Der sogenannte Klosterneuburger- oder Schindlerhof ist ein Renaissancebau mit Doppelschopfdach. Er verfügt über zwei Geschoße, einen Speicher und eine gerade Stirnmauer. Die Fassade zeigt eine plastische Diamantquaderung. An den Seiten und unterhalb des Gesimses sind zwei vermauerte Rundbogenöffnungen zum ehemaligen Speicher zu sehen. | BDA-Hist.: Q38085646 Status: Bescheid Stand der BDA-Liste: 2025-06-30 Name: Klosterneuburgerhof, Schindlerhof GstNr.: .225 |
| ja    | Datei hochladen | Bürgerhaus HERIS-ID: 11034 Objekt-ID: 7103                                                                     | Obere Landstraße 23 Standort KG: Krems              | Das Bürgerhaus Obere Landstraße 23 stammt im Kern aus dem 16. Jahrhundert (?) und wurde im 18. Jahrhundert umgebaut. Es verfügt über ein Walmdach und eine späthistoristisch überarbeitete Fassade. | BDA-Hist.: Q38087910 Status: Bescheid Stand der BDA-Liste: 2025-06-30 Name: Bürgerhaus GstNr.: .226 |
| ja    | Datei hochladen | Bürgerhaus HERIS-ID: 10931 Objekt-ID: 6999                                                                     | Obere Landstraße 24 Standort KG: Krems              | Das zweigeschoßige, durch ein Schopfwalmdach gedeckte Bürgerhaus Obere Landstraße 24 stammt im Kern aus der zweiten Hälfte des 16. Jahrhunderts. Es ist durch Kastenportale von 1900 zugänglich. Es verfügt über Reste von Obergeschoßarkaden auf Achtseitpfeilern. | BDA-Hist.: Q38085656 Status: Bescheid Stand der BDA-Liste: 2025-06-30 Name: Bürgerhaus GstNr.: .21 |
| ja    | Datei hochladen | Bürgerhaus HERIS-ID: 10932 Objekt-ID: 7000                                                                     | Obere Landstraße 25 Standort KG: Krems              | Das Bürgerhaus Obere Landstraße 25 wurde 1749 mit dem Haus Nummer 27 vereinigt. Seine historistische Fassade wurde von Josef Utz dem Älteren 1895 gestaltet. | BDA-Hist.: Q38085675 Status: Bescheid Stand der BDA-Liste: 2025-06-30 Name: Bürgerhaus GstNr.: .227 |
| ja    | Datei hochladen | Bürgerhaus HERIS-ID: 10933 Objekt-ID: 7001                                                                     | Obere Landstraße 26 Standort KG: Krems              | Das zweigeschoßige, mit einer Blendattika ausgestattete Bürgerhaus Obere Landstraße 26 stammt im Kern aus dem späten 16. Jahrhundert. Es ist durch ein Kastenportal aus der Zeit um 1900 zugänglich. | BDA-Hist.: Q38085686 Status: Bescheid Stand der BDA-Liste: 2025-06-30 Name: Bürgerhaus GstNr.: .20 |
| ja    | Datei hochladen | Miethaus HERIS-ID: 11181 Objekt-ID: 7257                                                                       | Obere Landstraße 27 Standort KG: Krems              | Das Bürgerhaus Obere Landstraße 27 wurde 1749 mit dem Haus Nummer 25 vereinigt. | BDA-Hist.: Q38091588 Status: Bescheid Stand der BDA-Liste: 2025-06-30 Name: Miethaus GstNr.: .228/1 |
| ja    | Datei hochladen | Bürgerhaus HERIS-ID: 10934 Objekt-ID: 7002                                                                     | Obere Landstraße 28 Standort KG: Krems              | Das Bürgerhaus Obere Landstraße 28 ist ein zweigeschoßiger Bau mit Pfeilervorlagen. Im Erdgeschoß befinden sich ein ehemaliger Pferdestall (?), eine Pfeilerhalle mit Stichkappengewölbe. Im Obergeschoß liegt ein Einstützenraum mit einem Kreuzgratgewölbe, das auf einem abgefasten Pfeiler ruht. | BDA-Hist.: Q38085736 Status: Bescheid Stand der BDA-Liste: 2025-06-30 Name: Bürgerhaus GstNr.: .19 |
| ja    | Datei hochladen | Bürgerhaus HERIS-ID: 10935 Objekt-ID: 7003                                                                     | Obere Landstraße 29 Standort KG: Krems              | Das zweigeschoßige Bürgerhaus Obere Landstraße 29 ist ein spätbarocker Bau aus der Zeit um 1740. Es verfügt über eine Fassade mit Pilastergliederung und Bandlwerkstuck. Das Portal ist im späthistoristischen Stil ausgeführt. | BDA-Hist.: Q38085800 Status: Bescheid Stand der BDA-Liste: 2025-06-30 Name: Bürgerhaus GstNr.: 126 |
| ja    | Datei hochladen | Bürgerhaus HERIS-ID: 10936 Objekt-ID: 7004                                                                     | Obere Landstraße 30 Standort KG: Krems              | | BDA-Hist.: Q38085836 Status: Bescheid Stand der BDA-Liste: 2025-06-30 Name: Bürgerhaus GstNr.: .18 |
| ja    | Datei hochladen | Bürgerhaus, ehem. Kino HERIS-ID: 10937 Objekt-ID: 7005                                                         | Obere Landstraße 31 Standort KG: Krems              | Das Bürgerhaus Obere Landstraße 31 ist ein schlichter Bau aus der ersten Hälfte des 17. Jahrhunderts, mit Schopfwalmdach und Speichergeschoß. Die Fassade wurde um 1900 gestaltet. | BDA-Hist.: Q38085864 Status: Bescheid Stand der BDA-Liste: 2025-06-30 Name: Bürgerhaus, ehem. Kino GstNr.: .230/2 |
| ja    | Datei hochladen | Gasthof Zur Alten Post HERIS-ID: 10938 Objekt-ID: 7006                                                         | Obere Landstraße 32 Standort KG: Krems              | Der ehemalige Gasthof Zur Alten Post ist ein dreigeschoßiger Bau mit Schopfwalmdach, errichtet im 16. Jahrhundert. Die schlichte Fassadierung stammt aus dem Jahr 1978. An der Front zu Schmidgasse ist im ersten Obergeschoß ein spätgotisch verstäbtes Fenstergewände aus dem ersten Viertel des 16. Jahrhunderts erhalten. Der unregelmäßige Hof verfügt über umlaufende Arkaden im Obergeschoß. Im Erd- und Obergeschoß sind reich verstäbte, spätgotische Fenstergewände und Schulterbogentore aus dem ersten Viertel des 16. Jahrhunderts zu sehen. Auf einem Säulchen befindet sich ein Wappen, das mit 1584 bezeichnet ist. | BDA-Hist.: Q38085872 Status: Bescheid Stand der BDA-Liste: 2025-06-30 Name: Gasthof Zur Alten Post GstNr.: .17 Gasthof Zur Alten Post (Krems) |
| ja    | Datei hochladen | Bürgerhaus, Merklhof, Melker Hof HERIS-ID: 10939 Objekt-ID: 7007                                               | Obere Landstraße 33 Standort KG: Krems              | Der ehemalige Merklhof oder Melker Hof ist ein vierachsiger Bau mit Schopfwalmgiebel, der an einem Wappenstein mit Gans mit der Jahreszahl 1616 bezeichnet ist. Die barockisierend altdeutsche Fassade ist mit 1909 bezeichnet. Ein schmaler Renaissance-Arkadenhof stammt aus der zweiten Hälfte des 16. Jahrhunderts. Über Blendarkaden verläuft auf Konsolen ein stuckgratgewölbter Arkadengang auf toskanischen Säulchen. Anmerkung: Identadresse Schwedengasse 1 und 1a | BDA-Hist.: Q38085911 Status: Bescheid Stand der BDA-Liste: 2025-06-30 Name: Bürgerhaus, Merklhof, Melker Hof GstNr.: .231/1, .231/4 |
| ja    | Datei hochladen | Bürgerhaus HERIS-ID: 10940 Objekt-ID: 7008                                                                     | Obere Landstraße 34 Standort KG: Krems              | Das Bürgerhaus Obere Landstraße 34 ist ein dreigeschoßiger, traufständiger Bau, der 1852 als Speicher errichtet wurde. Es verfügt über eine romantisch-historistische Fassadierung im Rundbogenstil mit gotisierendem Terrakottadekor in den Parapetfeldern. Über den Fenstern verlaufen Rundbögen mit wappenhaltenden Engeln als Konsolen. Innen befindet sich eine halbrunde Wendeltreppe mit einem Schmiedeeisengitter aus der Bauzeit. | BDA-Hist.: Q38085924 Status: Bescheid Stand der BDA-Liste: 2025-06-30 Name: Bürgerhaus GstNr.: .16 |
| ja    | Datei hochladen | Höckerhaus HERIS-ID: 10941 Objekt-ID: 7009                                                                     | Obere Landstraße 36 Standort KG: Krems              | Das dreigeschoßige Höcker- oder Sallabahaus, ehemals Schmiede und Pförtnerhaus, ist ein Eckhaus mit Doppelschopfdach, Ortstein- und Kordonbandgliederung, das laut Inschrift 1536 durch Caspar Höcker erbaut wurde. Es verfügt zum Teil über spätgotische Fensterrahmungen. Am Segmentbogenportal ist das Zunftwappen der Schmiede mit der Jahreszahl 1536 zu sehen. Südseitig erhebt sich eine zweigeschoßige und zweiachsige Loggia mit einem Kreuzgratgewölbe auf toskanischen Säulchen über einem 1956/1957 hergestellten Durchgang zum Steinertor. | BDA-Hist.: Q38085964 Status: Bescheid Stand der BDA-Liste: 2025-06-30 Name: Höckerhaus GstNr.: .348 |